# Ailly-sur-Noye
Pour les articles homonymes, voir Ailly (homonymie).
Ailly-sur-Noye (en picard : Ailly-dsu-L'Noée) est une commune française située dans le département de la Somme en région Hauts-de-France.

## Géographie

### Localisation
Ailly-sur-Noye est un bourg picard de l'Amiénois.
À vol d'oiseau, la commune est située à 9 km à l'ouest de Moreuil, 16 km au sud-est d'Amiens, 19 km au nord-ouest de Montdidier, 20 km au sud-ouest de Corbie et à 41 km au nord-est de Beauvais.
Le territoire de la commune est limitrophe de ceux de dix communes.
Les communes limitrophes sont  Chaussoy-Epagny, Essertaux, Flers-sur-Noye, Guyencourt-sur-Noye, Jumel, Lawarde-Mauger-l'Hortoy, Louvrechy, Mailly-Raineval, Remiencourt et Rouvrel.

### Hydrographie

#### Réseau hydrographique
La commune est située dans le bassin Artois-Picardie. Elle est drainée par la Noye, l'Ailly-sur-Noye et le ruisseau la La rivièrette,.
La Noye, d'une longueur de 33 km, prend sa source dans la commune de Vendeuil-Caply et se jette  dans l'Avre à Boves, après avoir traversé 13 communes. Les caractéristiques hydrologiques de la Noye sont données par la station hydrologique située sur la commune. Le débit moyen mensuel est de 1,12 m3/s. Le débit moyen journalier maximum est de 3,29 m3/s, atteint lors de la crue du 29 mai 2018. Le débit instantané maximal est quant à lui de 3,61 m3/s, atteint le 22 juin 2021.

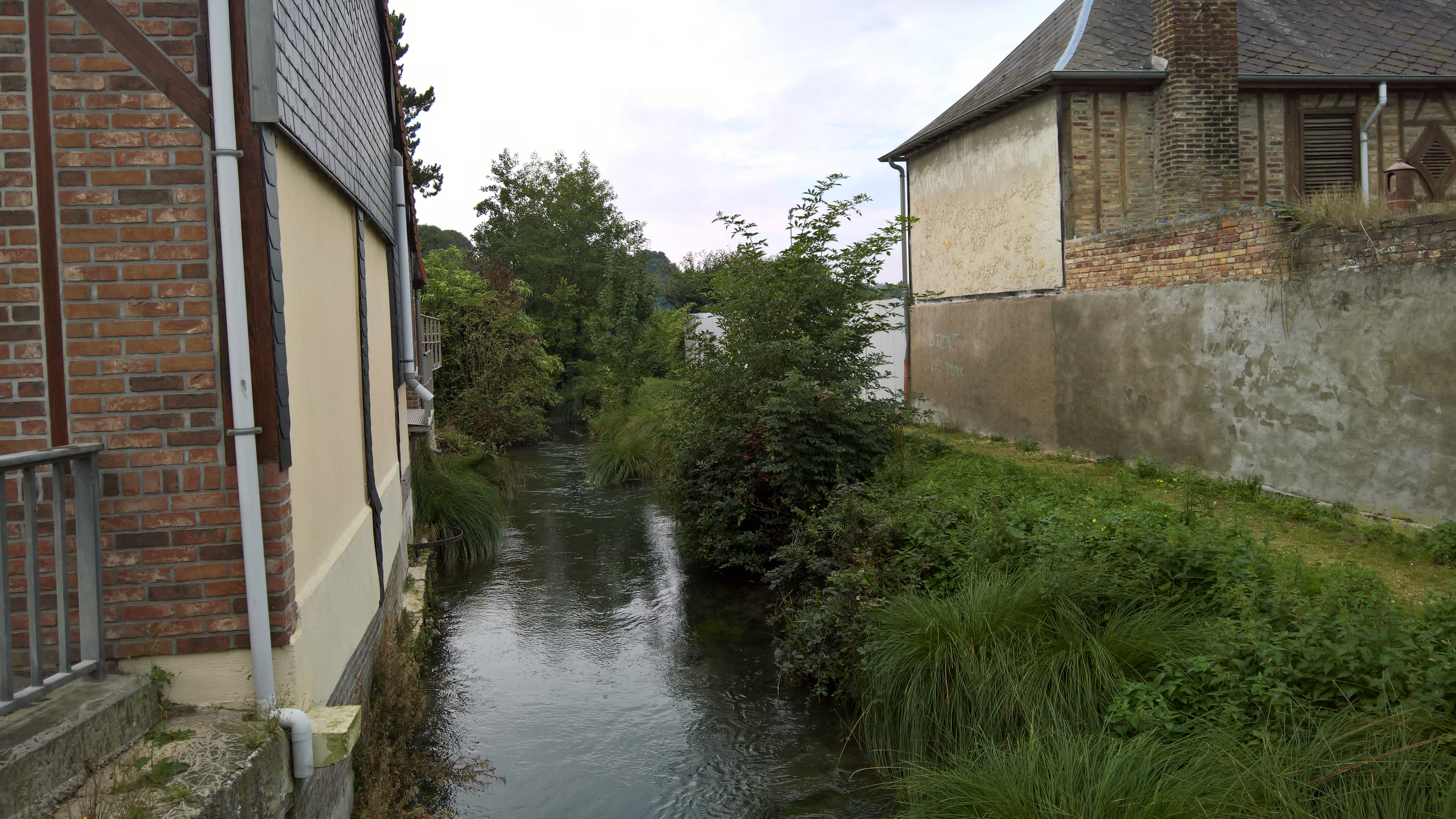
La Noye à Ailly.
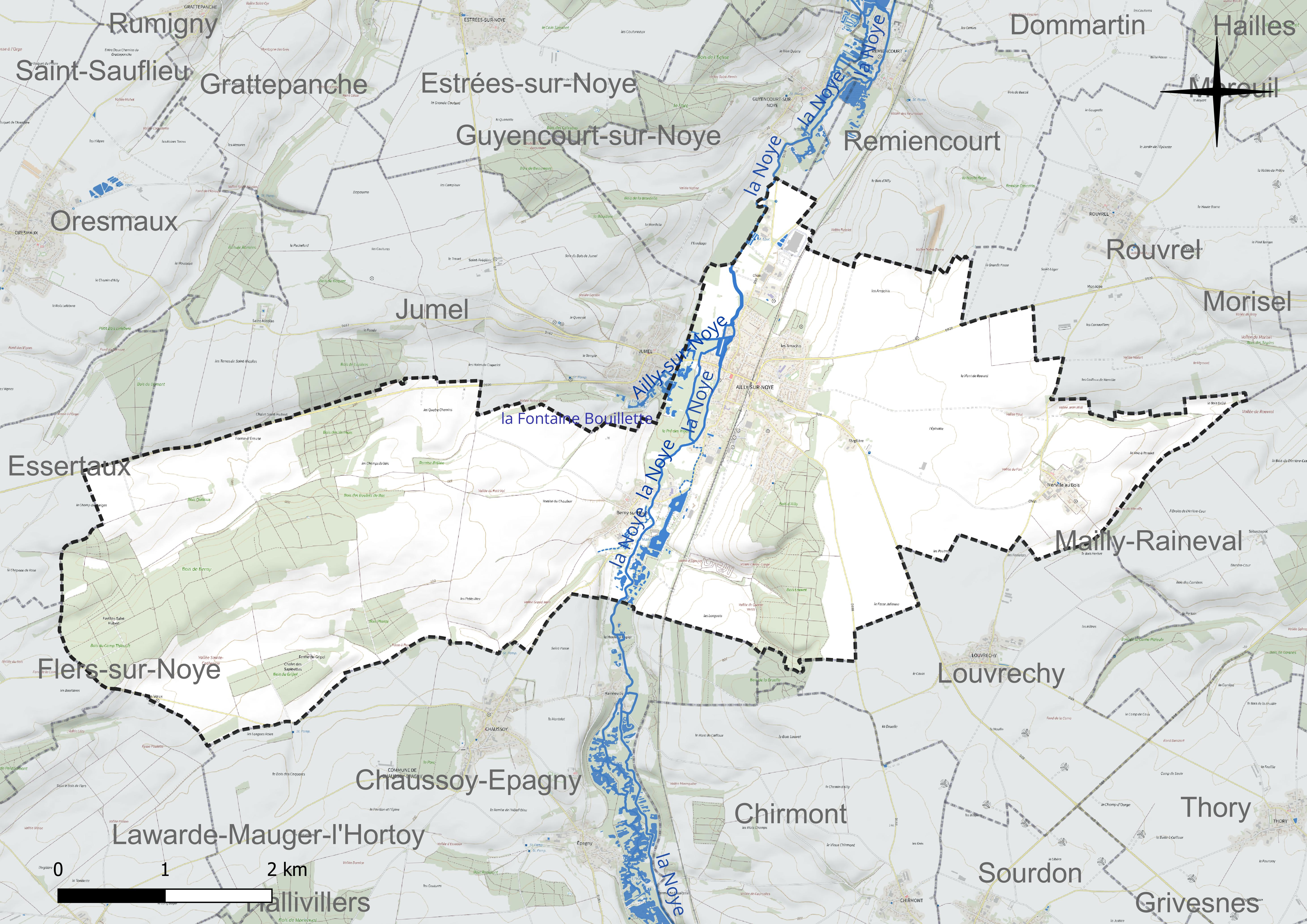
Réseau hydrographique d'Ailly-sur-Noye.

#### Gestion et qualité des eaux
Le territoire communal est couvert par le schéma d'aménagement et de gestion des eaux (SAGE) « Somme aval et Cours d'eau côtiers ». Ce document de planification concerne un territoire de 1 835 km2 de superficie, délimité par le bassin versant de la Somme canalisée. Le périmètre a été arrêté le 29 avril 2010 et le SAGE proprement dit a été approuvé le 6 août 2019. La structure porteuse de l'élaboration et de la mise en œuvre est le syndicat mixte d'aménagement hydraulique du bassin versant de la Somme (AMEVA).
La qualité des cours d'eau peut être consultée sur un site dédié géré par les agences de l'eau et l'Agence française pour la biodiversité.

### Climat
Pour des articles plus généraux, voir Climat des Hauts-de-France et Climat de la Somme.
En 2010, le climat de la commune est de type climat océanique dégradé des plaines du Centre et du Nord, selon une étude du CNRS s'appuyant sur une série de données couvrant la période 1971-2000. En 2020, Météo-France publie une typologie des climats de la France métropolitaine dans laquelle la commune est exposée à un climat océanique et est dans la région climatique Nord-est du bassin Parisien, caractérisée par un ensoleillement médiocre, une pluviométrie moyenne régulièrement répartie au cours de l'année et un hiver froid (3 °C).
Pour la période 1971-2000, la température annuelle moyenne est de 10,5 °C, avec une amplitude thermique annuelle de 14 °C. Le cumul annuel moyen de précipitations est de 698 mm, avec 11,6 jours de précipitations en janvier et 8 jours en juillet. Pour la période 1991-2020, la température moyenne annuelle observée sur la station météorologique la plus proche, située sur la commune de Rouvroy-les-Merles à 12 km à vol d'oiseau, est de 10,7 °C et le cumul annuel moyen de précipitations est de 647,9 mm,. Pour l'avenir, les paramètres climatiques de la commune estimés pour 2050 selon différents scénarios d'émission de gaz à effet de serre sont consultables sur un site dédié publié par Météo-France en novembre 2022.

## Urbanisme

### Typologie
Au 1er janvier 2024, Ailly-sur-Noye est catégorisée bourg rural, selon la nouvelle grille communale de densité à sept niveaux définie par l'Insee en 2022.
Elle appartient à l'unité urbaine d'Ailly-sur-Noye, une agglomération intra-départementale regroupant deux  communes, dont elle est ville-centre,,. Par ailleurs la commune fait partie de l'aire d'attraction d'Amiens, dont elle est une commune de la couronne,. Cette aire, qui regroupe 369 communes, est catégorisée dans les aires de 200 000 à moins de 700 000 habitants,.

### Occupation des sols

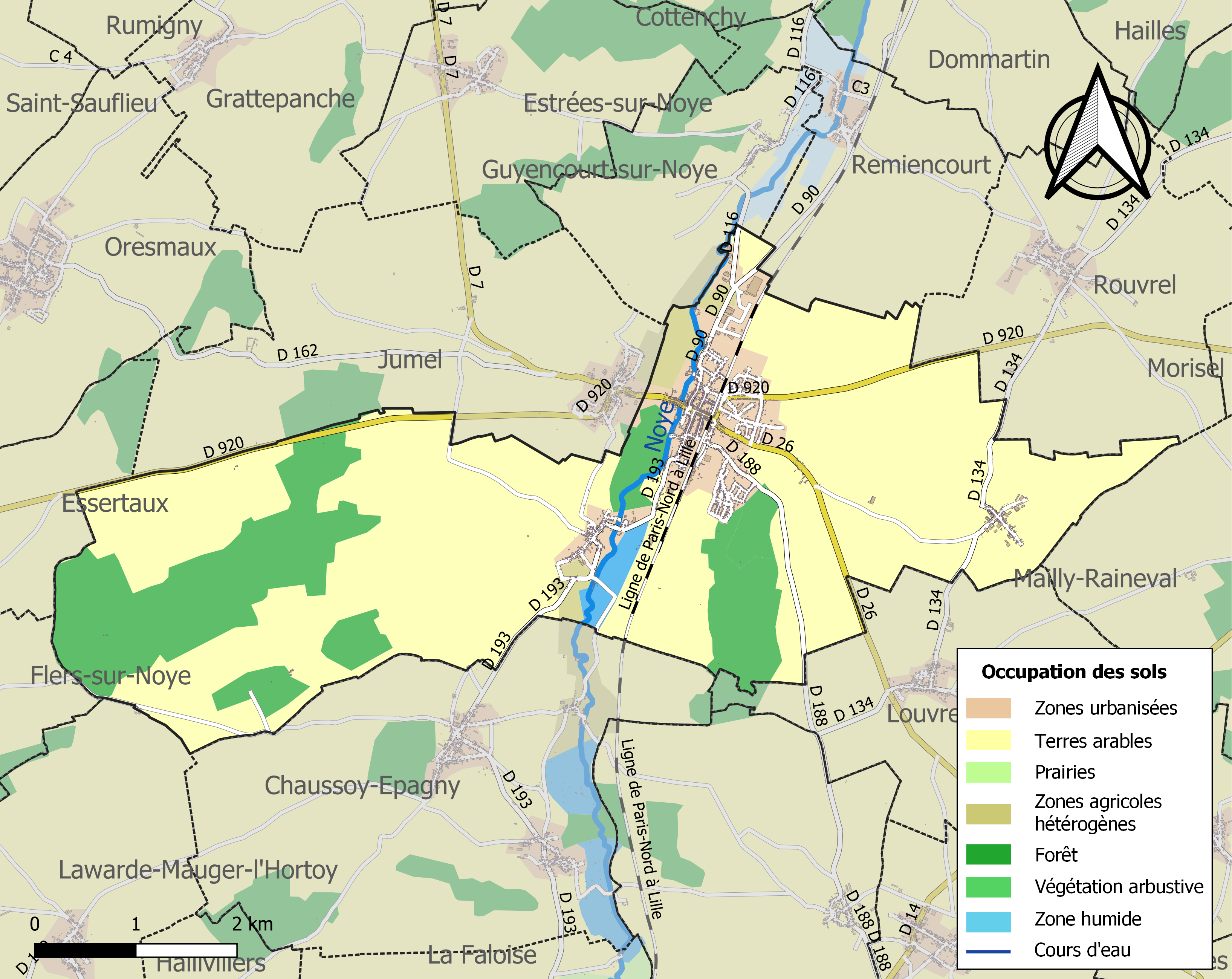
Carte des infrastructures et de l'occupation des sols de la commune en 2018 (CLC).

L'occupation des sols de la commune, telle qu'elle ressort de la base de données européenne d'occupation biophysique des sols Corine Land Cover (CLC), est marquée par l'importance des territoires agricoles (70,4 % en 2018), une proportion sensiblement équivalente à celle de 1990 (70,2 %). La répartition détaillée en 2018 est la suivante : 
terres arables (68,4 %), forêts (20,2 %), zones urbanisées (7 %), zones agricoles hétérogènes (2 %), zones industrielles ou commerciales et réseaux de communication (1,3 %), eaux continentales (1,1 %). L'évolution de l'occupation des sols de la commune et de ses infrastructures peut être observée sur les différentes représentations cartographiques du territoire : la carte de Cassini (XVIIIe siècle), la carte d'état-major (1820-1866) et les cartes ou photos aériennes de l'IGN pour la période actuelle (1950 à aujourd'hui).

### Hameaux et écarts
La commune d'Ailly-sur-Noye est formée en 1965 par la fusion de trois anciennes communes : Ailly-sur-Noye, Berny-sur-Noye, au sud, et Merville-au-Bois, à l'est. Entre Ailly-sur-Noye et Merville-au-Bois se trouve le hameau l'Argilière.

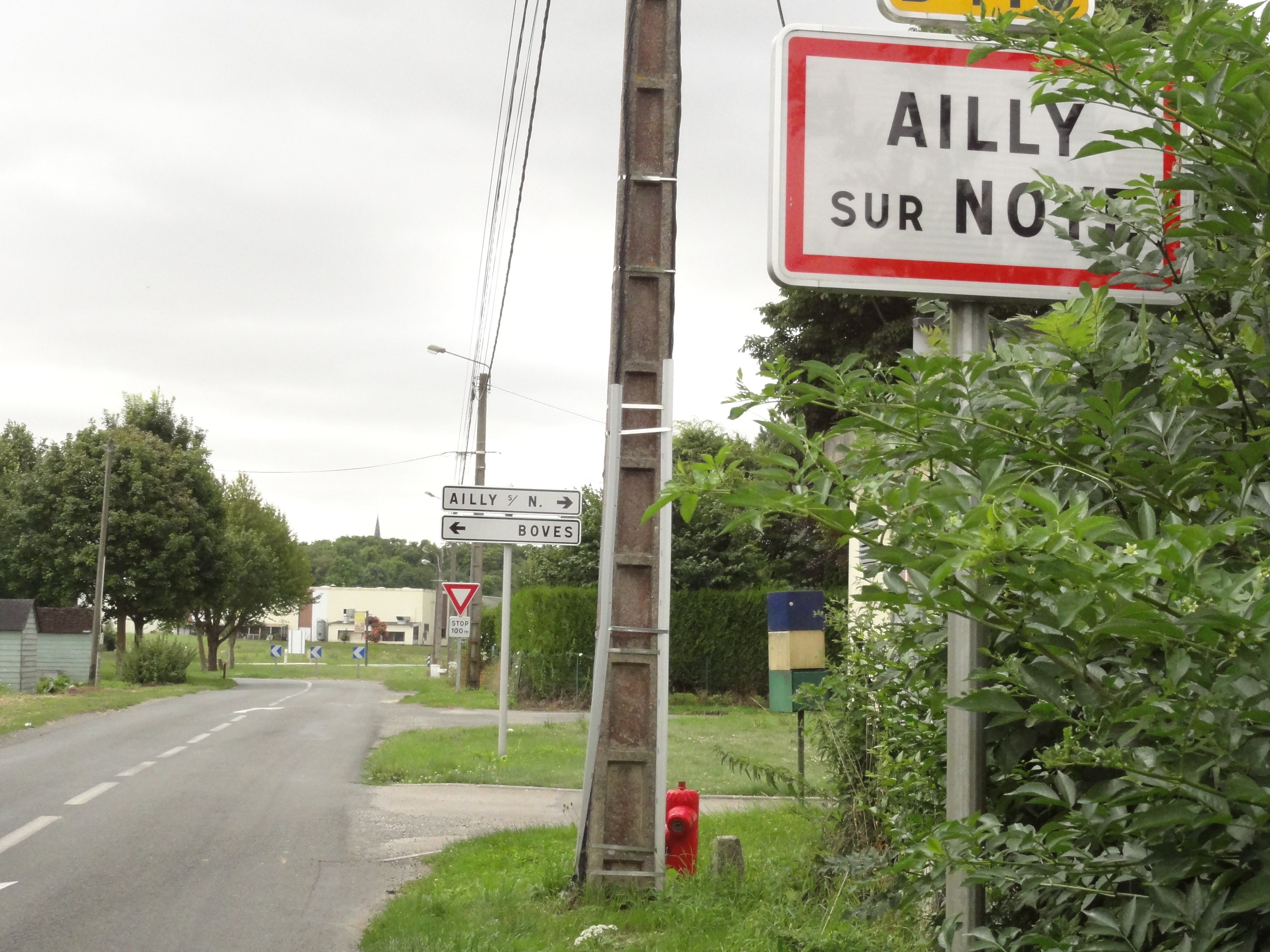
Entrée d'Ailly-sur-Noye.
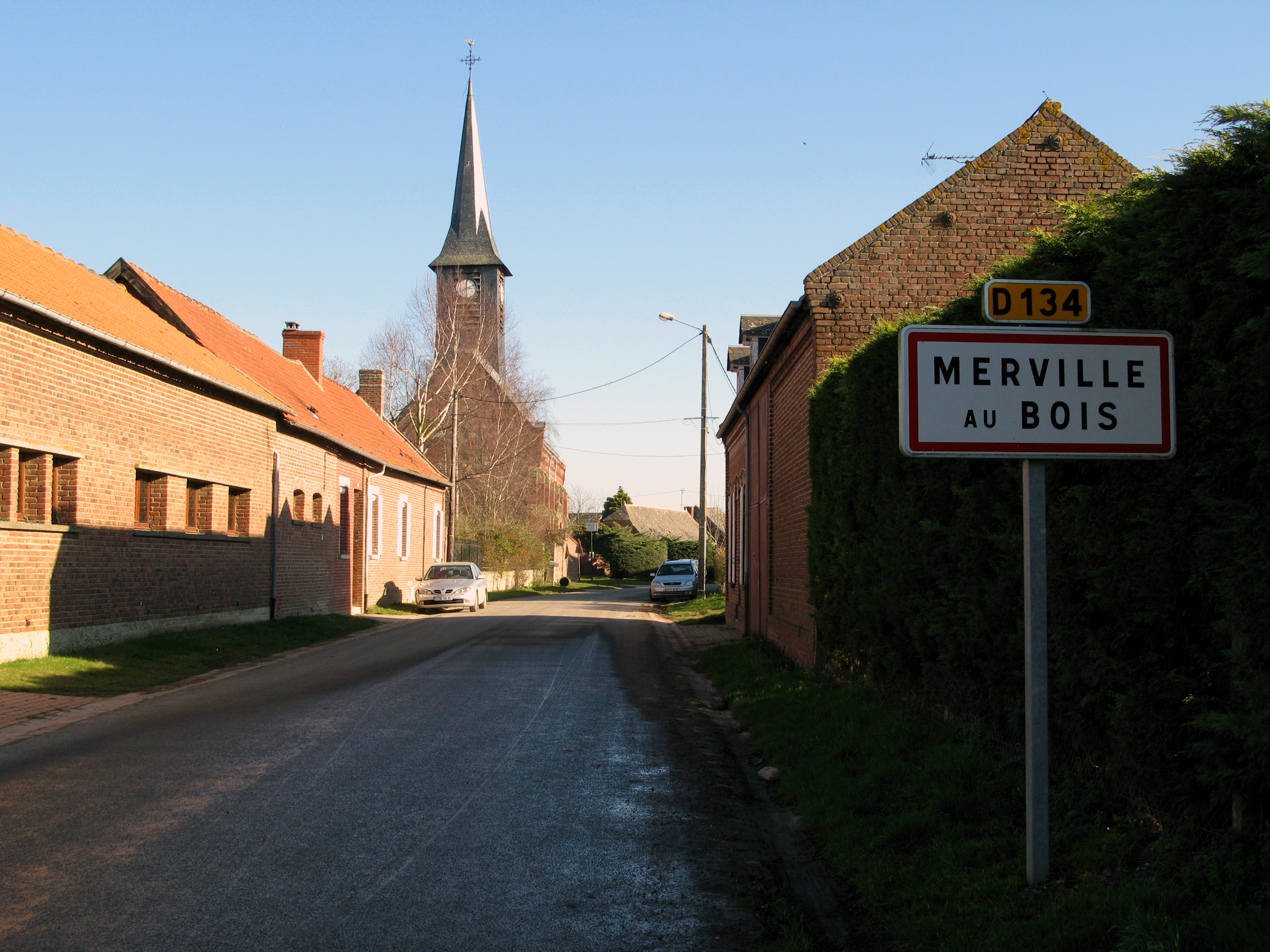
Entrée de Merville-au-Bois.

### Habitat et logement
En 2018, le nombre total de logements dans la commune était de 1 336, alors qu'il était de 1 304 en 2013 et de 1 230 en 2008.
Parmi ces logements, 90,5 % étaient des résidences principales, 1,4 % des résidences secondaires et 8,1 % des logements vacants. Ces logements étaient pour 88,8 % d'entre eux des maisons individuelles et pour 10,8 % des appartements.
Le tableau ci-dessous présente la typologie des logements à Ailly-sur-Noye en 2018 en comparaison avec celle de la Somme et de la France entière. Une caractéristique marquante du parc de logements est ainsi une proportion de résidences secondaires et logements occasionnels (1,4 %) inférieure à celle du département (8,3 %) et  à celle de la France entière (9,7 %). Concernant le statut d'occupation de ces logements, 66,9 % des habitants de la commune sont propriétaires de leur logement (67,8 % en 2013), contre 60,3 % pour la Somme et 57,5 % pour la France entière.
| Typologie                                               | Ailly-sur-Noye | Somme | France entière |
| ------------------------------------------------------- | -------------- | ----- | -------------- |
| Résidences principales (en %)                           | 90,5           | 83,3  | 82,1           |
| Résidences secondaires et logements occasionnels (en %) | 1,4            | 8,3   | 9,7            |
| Logements vacants (en %)                                | 8,1            | 8,4   | 8,2            |

### Voies de communication et transports

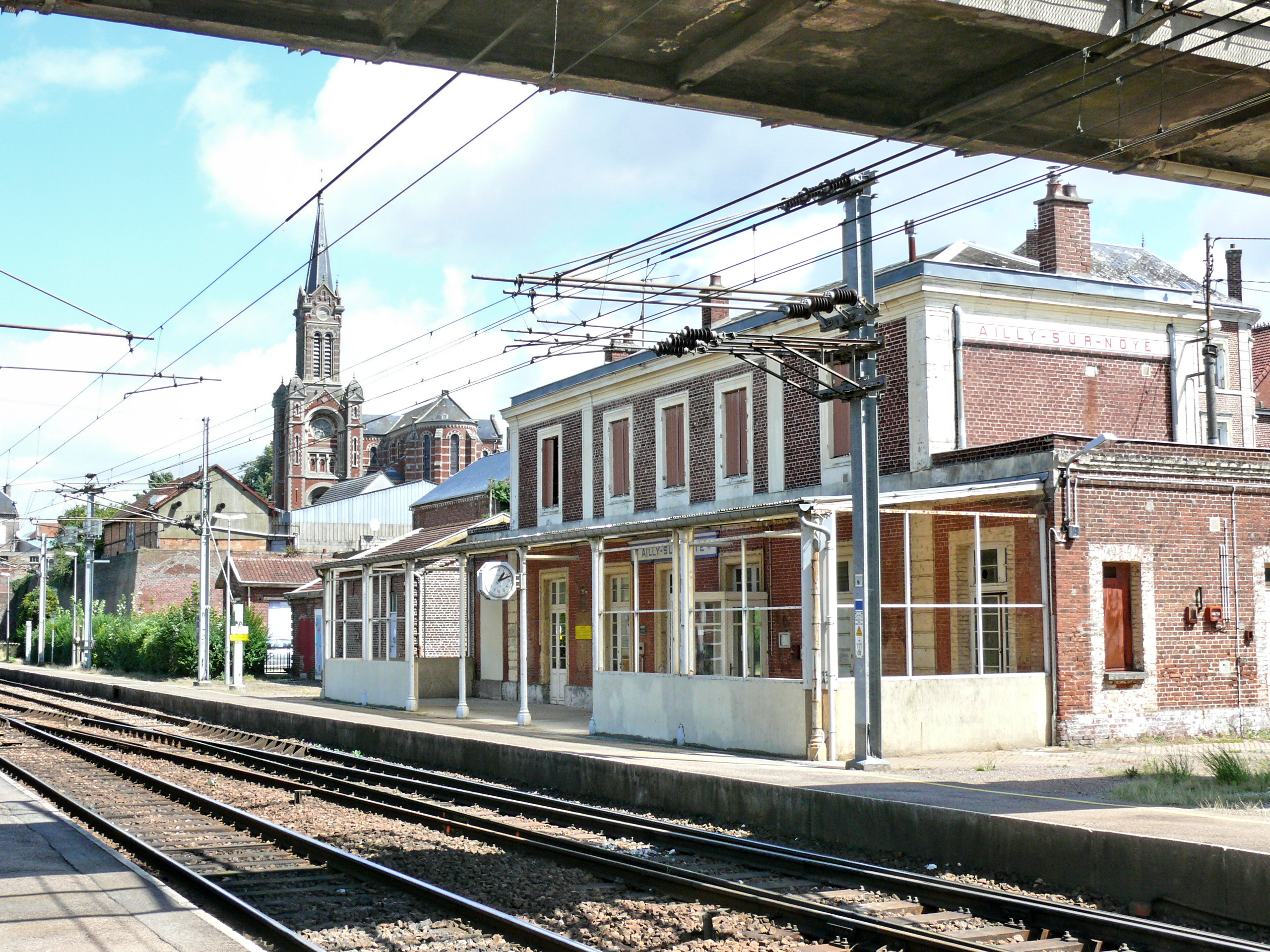
Gare d'Ailly-sur-Noye.

Ailly-sur-Noye est située au carrefour de l'ancienne route nationale 320 (actuelle RD 920) de Dieppe à Moreuil et notamment :
- de la RD 7 vers Amiens, au nord ;
- de la RD 26 vers Breteuil et Montdidier, au sud.

Elle est facilement accessible par la sortie no 17 de l'autoroute A16.

Plaques de cocher
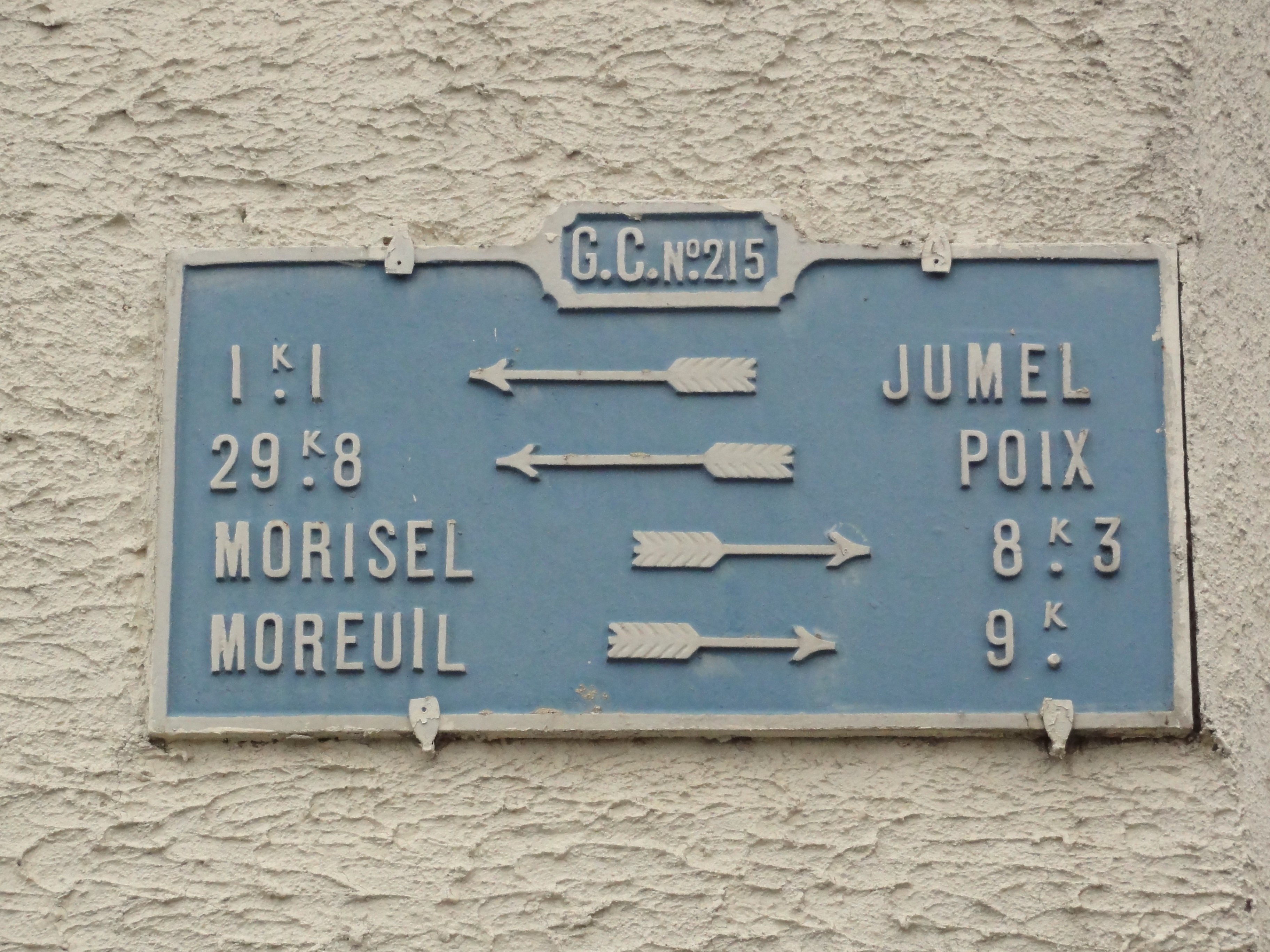
Sur la RD 920, qui portait alors le n° GC 215.
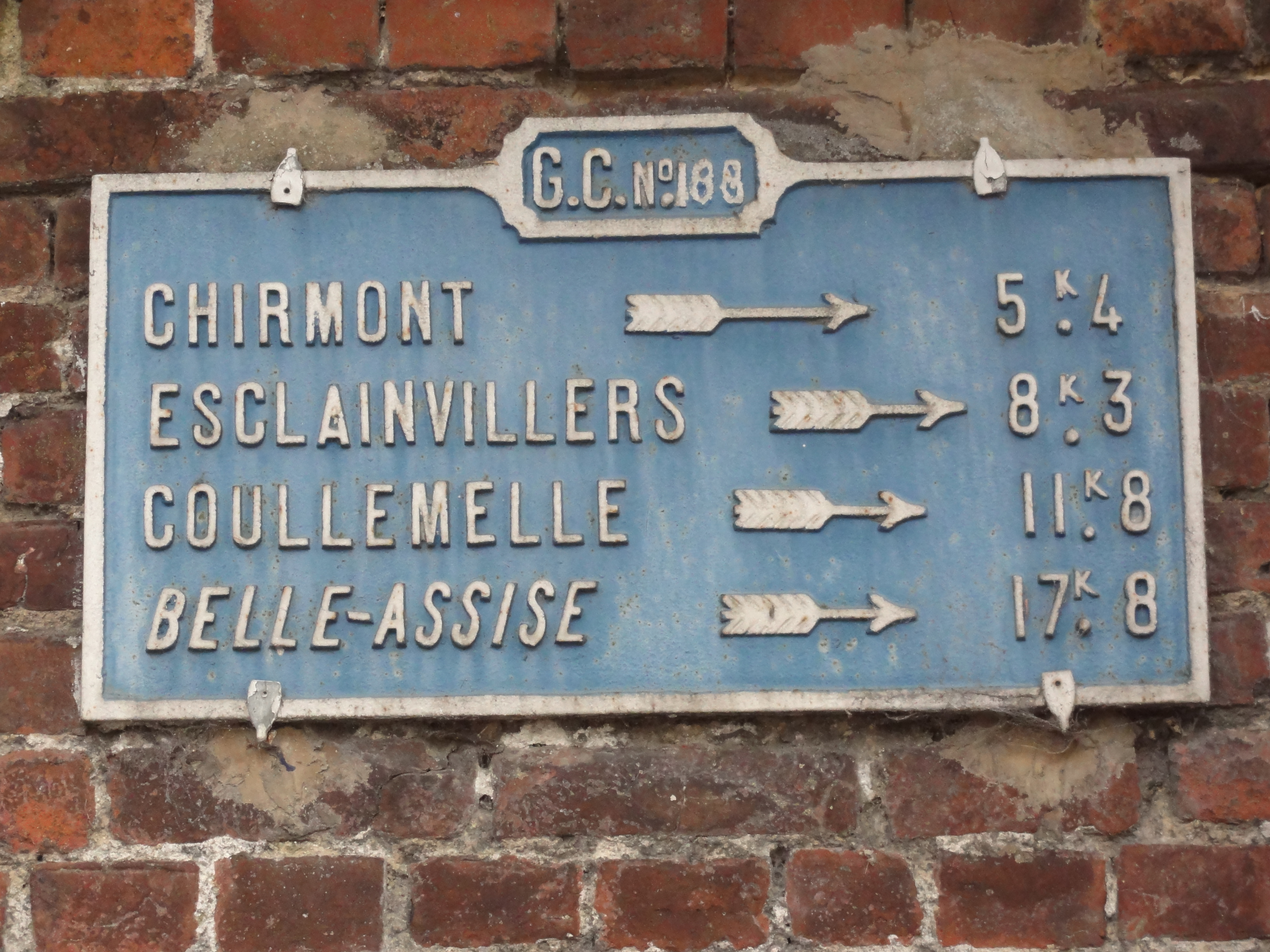
Sur la RD 134, qui portait alors le n° GC 188.

La gare d'Ailly-sur-Noye est desservie par les lignes C10 et P10 réseau TER Hauts-de-France, la ligne C10 effectue des liaisons régulieres et semi-directes entre Amiens et Paris Nord, pendant que la ligne P10 effectue des liaisons omnibus entre Amiens et Creil.
La localité est desservie par les lignes d'autocars du réseau Trans'80, tous les jours sauf le dimanche et les jours fériés (ligne 741 : Montdidier - Ailly-sur-Noye - Amiens).

## Toponymie
Le nom de la localité est attesté sous la forme Asli vers 1150, Ally et Alliacum en 1164. Le village fait partie de l'aire linguistique du picard, et est appelée Ailly-dsu-L'Noée dans cette langue.
Ce toponyme dérive de l'anthroponyme romain Allius, ancien nom de domaine gallo-romain (suffixe -acum > -y).
La Noye est la rivière passant dans la commune. Prenant sa source au sud de Breteuil sur le territoire de Vendeuil-Caply, elle est un affluent de l'Avre.

## Histoire
Lors de la reconstruction de l'église à la fin du XIXe siècle, un sarcophage, des poteries et verreries remontant de l'époque gallo-romaine furent découverts sur les lieux. L'archéologie aérienne réalisée notamment par Roger Agache a confirmé la présence de substructions préhistoriques ou antiques,, et médiévales.
Certains écrits relèvent qu'Ailly aurait d'abord appartenu aux comtes de Vermandois au XIIe siècle : Ébrard de Breteuil se qualifiait ainsi "seigneur de Tartigny et d'Ailly". La seigneurie fut cédée par succession, mariage ou vente tout au long du Moyen Âge jusqu'à l'époque révolutionnaire.
Notamment, elle passa par mariage des comtes de Breteuil aux Clermont-Nesle, puis aux Flandre-Dampierre-Termonde et aux Luxembourg-Ligny-St-Pol.
Une maladrerie fut fondée au XVe siècle par Jean de Luxembourg (1400-1466), fils du connétable Waléran III, dit le Bâtard de Saint-Pol ou Hennequin, chevalier de la Toison d'or, et Jacqueline de la Trémoille, sa femme.
La suite des seigneurs est sans doute les Luxembourg-Ligny comtes de Saint-Pol, puisqu'on trouve Marie de Luxembourg comme dame d'Ailly-sur-Noye (femme du comte François de Bourbon-Vendôme : les arrière-grands-parents d'Henri IV).
En 1650, un ouragan terrible dévasta la contrée, en 1665, un incendie détruisit tout le village, seule l'église resta debout.
La contrée relevait de la prévôté de Montdidier et du bailliage de Vermandois jusqu'en 1749 ; à cette date, la prévôté de Montdidier fut supprimée et réunie au bailliage de Vermandois.
Un marché franc tous les mois et un marché ordinaire tous les jeudis furent établis par lettres patentes en 1750.
En 1757 Charles-François d'Hervilly se qualifiait comte de Canisy, seigneur de Deniécourt, Ailly-sur-Noye et autres lieux. Une foire ayant lieu le 12 octobre de chaque année fut créée par le comte. Son fils, Marc-Pierre-Antoine-Augustin-César d'Hervilly, mort en 1796, fut le dernier seigneur d'Ailly-sur-Noye.
Il y avait un notaire à la fin du XVIIIe siècle. À cette même époque, les habitants excellaient dans la serrurerie et on y remarquait aussi une manufacture de papier gris.
La commune bénéficie de l'arrivée du chemin de fer, avec la mise en service de la gare d'Ailly-sur-Noye  le 21 juin 1846 par la Compagnie des chemins de fer du Nord, lorsqu'elle ouvre à l'exploitation sa ligne de Paris à Lille et Valenciennes.
L'église actuelle date de la fin du XIXe siècle et remplace celle,,,, dont le clocher du XIIIe siècle s'était effondré le 20 décembre 1870 à la suite des ébranlements provoqués par le passage des trains d'artillerie de l'armée prussienne pendant la guerre franco-allemande de 1870.
Première Guerre mondiale

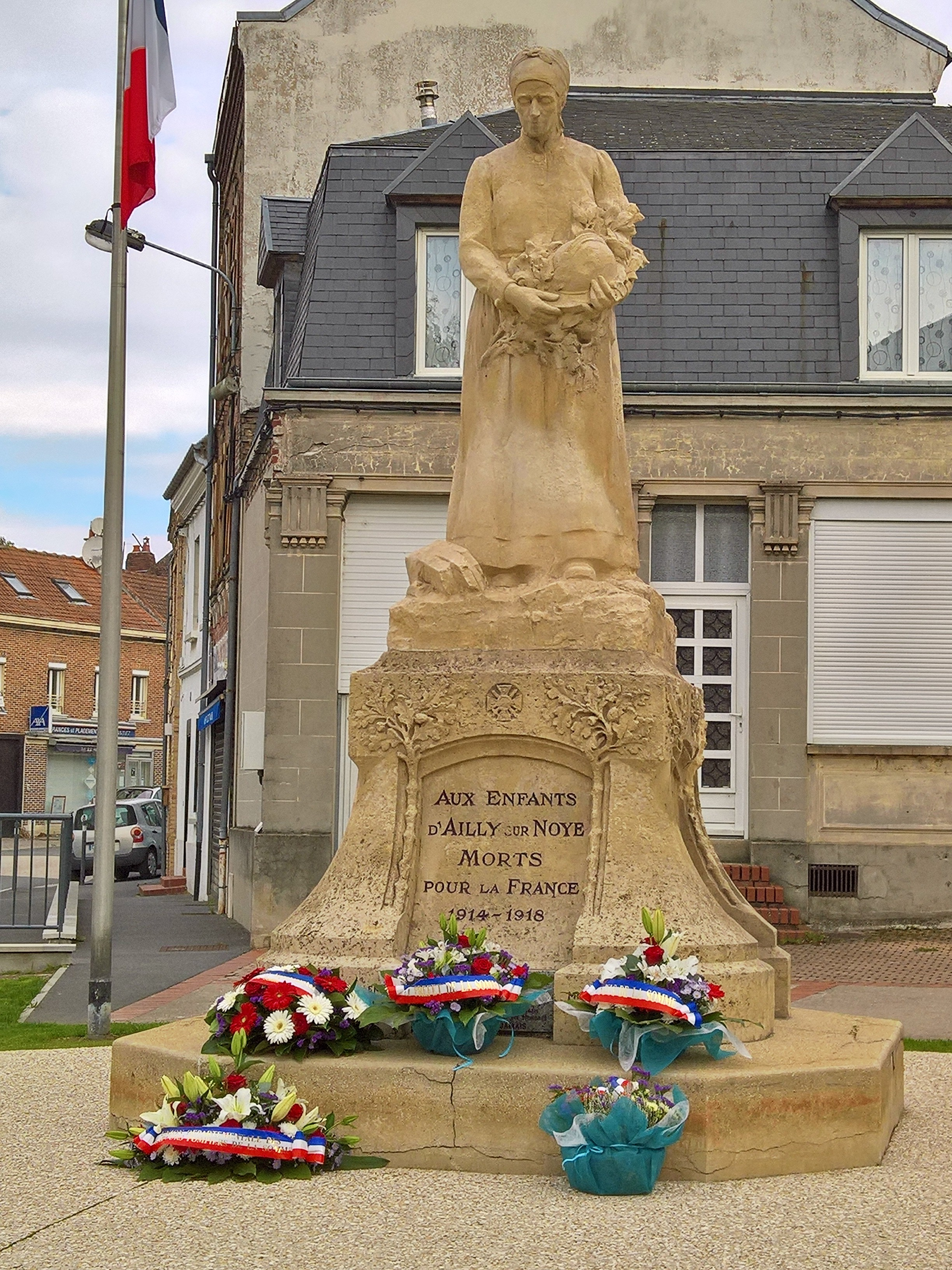
Le monument aux morts.

Pendant la Première Guerre mondiale, le village était à l'arrière de la ligne de front, notamment lors de la bataille de la Somme.
L'attaque allemande de l'Offensive du printemps du 21 mars 1918 sur le front Saint-Quentin-La Fère avait réussi à créer une poche de 80 km de profondeur dans le front anglo-français. Celui-ci était totalement rompu entre les rivières Avre et Luce. Le 27 mars 1918, général Foch, commandant en chef des troupes alliées, envoya des renforts et chargea la 1re armée française du général Debeney d'étendre son front lors de la bataille d'Amiens et de maintenir à tout prix la liaison avec l'armée anglaise du général Gough qui reculait vers Villers-Bretonneux et Amiens. L'ordre fut donc donné aux français de résister jusqu'à la mort sur le plateau du Santerre, et les combats ont concerné le village,. Le village était près de la ligne de front  lors de l'offensive du Printemps et de la bataille d'Amiens (1918).
À la fin de la guerre, le village a subi des destructions importantes,,,,,,. Il a été décoré de la Croix de guerre 1914-1918 le 3 novembre 1920.
Deuxième Guerre mondiale
La commune est également décorée de la Croix de guerre 1939-1945 avec étoile de bronze.
Après-guerre
En 1965, la commune absorbe celles de Berny-sur-Noye et de Merville-au-Bois.

## Politique et administration

### Rattachements administratifs et électoraux
La commune se trouve dans l'arrondissement de Montdidier du département de la Somme. Pour l'élection des députés, elle fait partie depuis 2012 de la quatrième circonscription de la Somme.
Elle était depuis 1793 le chef-lieu du canton d'Ailly-sur-Noye, qui a été modifié et agrandi dans le cadre du redécoupage cantonal de 2014 en France et dont la ville est désormais le bureau centralisateur.

### Intercommunalité
La commune était le siège de la communauté de communes du Val de Noye, créée par un arrêté préfectoral du 11 mai 2001, et qui succèdait, conformément aux dispositions de la loi Chevènement, au district du Val de Noye, créé en 1994.
Dans le cadre des dispositions de la loi portant nouvelle organisation territoriale de la République du 7 août 2015, qui prévoit que les établissements publics de coopération intercommunale (EPCI) à fiscalité propre doivent avoir un minimum de 15 000 habitants, la préfète de la Somme propose en octobre 2015 un projet de nouveau schéma départemental de coopération intercommunale (SDCI) prévoyant la réduction de 28 à 16 du nombre des intercommunalités à fiscalité propre du département.
Après des hypothèses de regroupement des communautés de communes du Grand Roye (CCGR), du canton de Montdidier (CCCM), du Santerre et d'Avre, Luce et Moreuil, la préfète dévoile en octobre 2015 son projet qui prévoit la « des communautés de communes d'Avre Luce Moreuil et du Val de Noye », le nouvel ensemble de 22 440 habitants regroupant 49 communes,. À la suite de l'avis favorable des intercommunalités et de la commission départementale de coopération intercommunale en janvier 2016 puis des conseils municipaux et communautaires concernés, la fusion est établie par un arrêté préfectoral du 22 décembre 2016, qui prend effet le 1er janvier 2017.
La commune est donc désormais membre de la communauté de communes Avre Luce Noye (CCALN).

### Tendances politiques et résultats
Lors du second tour des élections municipales de 2020 la liste menée par Pierre Durand, avec laquelle avait fusionné celle menée par Nicolas Blin, a largement battu avec 57,36 % des suffrages exprimés et 771 voix, celle menée par la maire sortante Marie-Hélène Marcel (42,63 %, 573 voix), lors d'un scrutin marqué par 35,67 % d'abstention.

### Politique locale
Le 6 mai 2015, le Conseil d'État annule les élections municipales de mars 2014 en raison d'un très faible écart de voix avec la liste concurrente, ce qui induit l'organisation d'élections municipales partielles remportées par la maire invalidée et réélue le 3 juillet 2015,. Celle-ci est néanmoins battue lors des élections municipales de 2020 et Pierre Durand lui a succédé comme maire pour la mandature 2020-2026.

### Liste des maires
| Période                                  | Période                   | Identité              | Étiquette           | Qualité |
| ---------------------------------------- | ------------------------- | --------------------- | ------------------- | --- |
| Les données manquantes sont à compléter. |                           |                       |                     | |
|                                          |                           |                       |                     | |
| mai 1896                                 | mai 1904                  | Wilfrid Georget       | Rad. soc..          | Marchand boulanger. Grainetier à Ailly-sur-Noye Conseiller d'arrondissement d'Ailly-sur-Noye (1919 → 1927) Chevalier de la Légion d'honneur Officier de l'Instruction publique |
| mai 1904                                 | octobre 1904              | Henry Gourland        |                     | Rentier |
| janvier 1905                             | novembre 1905             | Célestin Maréchal     | Réactionnaire       | Meunier Révoqué |
| décembre 1905                            | vers décembre 14919       | Émile Cozette,        | Républicain         | Maréchal-ferrant Chevalier du Mérite agricole, médaille d'argent de la Prévoyance sociale Chevalier de la Légion d'honneur                                                     |
| décembre 1919                            | mai 1941                  | Louis Binant          | Radical indépendant | Docteur en médecine Conseiller général d'Ailly-sur-Noye (1913 →1941) Chevalier de la Légion d'honneur Mort en fonction                                                         |
| juillet 1941                             | vers novembre 1944        | Arthur Labarre        |                     | Maire de Chaussoy-Epagny (1902 → 1925) Croix de guerre Chevalier de la Légion d'honneur.                                                                                       |
| novembre 1944                            | février 1945              | Jean Fournier,        |                     | Résistant, cheminot Maire provisoire, démissionnaire pour raison professionnelle                                                                                               |
| mai 1945                                 | avril 1949                | Robert Verdez,        | SFIO                | Cheminot Conseiller général d'Ailly-sur-Noye (1945 → 1951) Démissionnaire. |
| mai 1949                                 | janvier 1950              | Michèle Potriquet     | SFIO                | Institutrice Démissionnaire |
| février 1950                             | mai 1953                  | Paul Canivet          |                     | Ancien cultivateur |
| 1953                                     | 1974                      | William Classen       | Radical             | Médecin Conseiller général du canton d'Ailly-sur-Noye (1951 → 1974) Officier d'académie Mort en cours de mandant                                                               |
| 1974                                     | 1995                      | Philippe Verhoye      |                     | Chirurgien dentiste |
| juin 1995                                | mars 2008                 | Freddy Vérecque       | PS                  | Professeur |
| mars 2008                                | juillet 2020              | Marie-Hélène Marcel , | DVD                 | Retraitée de la fonction publique Vice-présidente de la CC Val de Noye (2008 → 2014) Vice-présidente de la CC Avre Luce Noye (2017 → 2019)                                     |
| juillet 2020,                            | En cours (au 10 mai 2023) | Pierre Durand         | DVG                 | Directeur général des services de la CC du Grand Roye retraité Vice-président de la CC Avre Luce Noye (2020 → )                                                                |

### Distinctions et labels
En 2021, la ville reçoit le 2e prix départemental d'honneur et le prix du développement durable pour ses efforts en matière de fleurissement.

### Jumelages
La ville d'Ailly-sur-Noye est jumelée depuis 2000 avec la ville allemande d'Altforweiler, située en Sarre, à 20 km de la frontière française.

## Population et société

### Démographie
L'évolution du nombre d'habitants est connue à travers les recensements de la population effectués dans la commune depuis 1793. Pour les communes de moins de 10 000 habitants, une enquête de recensement portant sur toute la population est réalisée tous les cinq ans, les populations de référence des années intermédiaires étant quant à elles estimées par interpolation ou extrapolation. Pour la commune, le premier recensement exhaustif entrant dans le cadre du nouveau dispositif a été réalisé en 2006.

En 2022, la commune comptait 2 669 habitants, en évolution de −6,32 % par rapport à 2016 (Somme : −1,26 %, France hors Mayotte : +2,11 %).
| 1793 | 1800 | 1806 | 1821 | 1831 | 1836 | 1841 | 1846  | 1851  |
| ---- | ---- | ---- | ---- | ---- | ---- | ---- | ----- | ----- |
| 828  | 796  | 846  | 815  | 861  | 906  | 933  | 1 009 | 1 039 |

| 1856  | 1861  | 1866  | 1872  | 1876  | 1881  | 1886  | 1891  | 1896  |
| ----- | ----- | ----- | ----- | ----- | ----- | ----- | ----- | ----- |
| 1 071 | 1 100 | 1 101 | 1 023 | 1 181 | 1 232 | 1 148 | 1 225 | 1 178 |

| 1901  | 1906  | 1911  | 1921  | 1926  | 1931  | 1936  | 1946  | 1954  |
| ----- | ----- | ----- | ----- | ----- | ----- | ----- | ----- | ----- |
| 1 189 | 1 138 | 1 147 | 1 415 | 1 511 | 1 502 | 1 363 | 1 559 | 1 434 |

| 1962  | 1968  | 1975  | 1982  | 1990  | 1999  | 2006  | 2011  | 2016  |
| ----- | ----- | ----- | ----- | ----- | ----- | ----- | ----- | ----- |
| 1 650 | 2 008 | 2 134 | 2 596 | 2 647 | 2 643 | 2 653 | 2 847 | 2 849 |

| 2021  | 2022  | - | - | - | - | - | - | - |
| ----- | ----- | - | - | - | - | - | - | - |
| 2 724 | 2 669 | - | - | - | - | - | - | - |

### Activités associatives, culturelles et sportives
- Depuis 1986, l'association Les Spectacles d'Ailly-sur-Noye organise un spectacle nocturne en plein air appelé Le Souffle de la Terre. Il raconte la vie du peuple picard depuis le paléolithique supérieur jusqu'à la Seconde Guerre mondiale. En 2021, l'association, composée de plus de 800 bénévoles, célébrera ses 35 ans. Plus de 700 000 spectateurs ont déjà vu le Souffle de la Terre.
- Les sports nautiques sont pratiqués sur le plan d'eau de Berny-sur-Noye.
- Le club de moto-cross dispose de deux terrains.
- Le village est le siège d'une vie associative importante : environ 45 associations y exercent leurs activités.

## Économie
La commune compte notamment une entreprise industrielle, Tubesca-Comabi, qui fabrique des échelles, échafaudages et escabeaux principalement en aluminium. Elle est la propriété du groupe familial français Frénéhard et Michaux  qui emploie environ 200 salariés en 2017. C'est le plus gros employeur du secteur. L'unité est implantée depuis 2011 dans la zone d'activité créée par l'ex -communauté de communes du Val de Noye. Ses dix lignes de production sont abritées par un bâtiment de 14 000 m2. Un autre bâtiment assure le stockage sur 5 500 m2.

## Culture locale et patrimoine

### Lieux et monuments
- Église Saint-Martin :
L'église Saint-Martin a été construite sur les plans de Paul Delefortrie en  1898 en styles néo-roman et néo-gothique en remplacement de l'édifice précédent. Elle a été restaurée après des dégradations lors de la Première Guerre mondiale[73],[74], et comprend des vitraux commémoratifs de la guerre, conçus et réalisés en 1954 par Gérard Ansart et l'atelier Cagnart[75].

Compte tenu du terrain disponible, la façade principale est orientée au nord, ce qui est compensé par la présence d'un grand portail et du clocher vers l'ouest, orienté vers la rue principale du bourg.
Le monument le plus remarquable de l'ancienne église a été conservé et replacé dans la nef actuelle : le tombeau en pierre bleue de Tournai de Jean de Luxembourg, qui trépassa le 28 juillet 1466, et de sa femme Jacqueline de la Trémoille.
Elle contient la sépulture de Jean de Luxembourg et de son épouse, Jacqueline de la Tremoille du XVe siècle, ainsi qu'un triptyque sculpté en bas-relief et un ecce homo également du XVe siècle.

L'église Saint-Martin
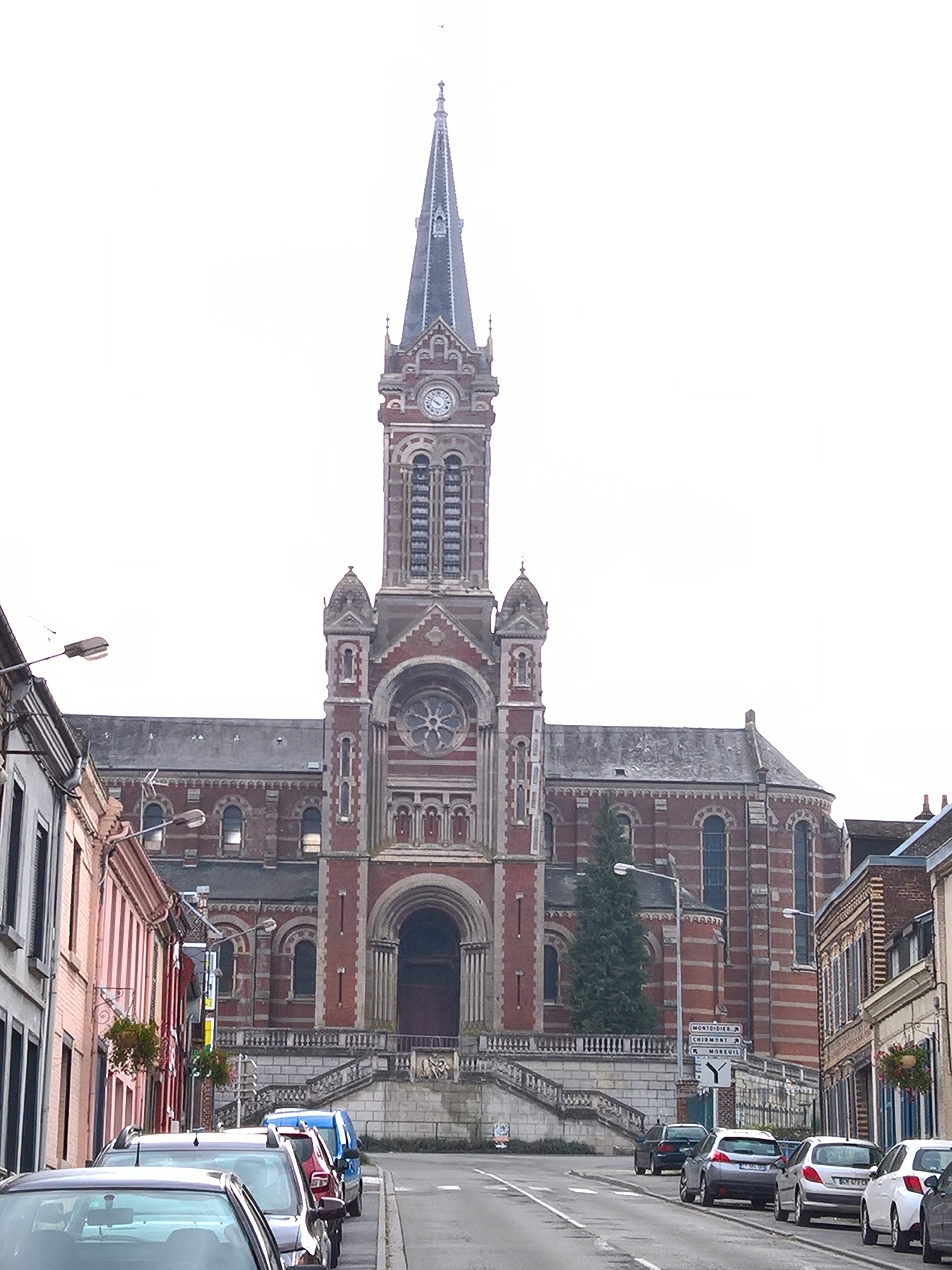
Vue générale depuis la rue Saint-Martin.
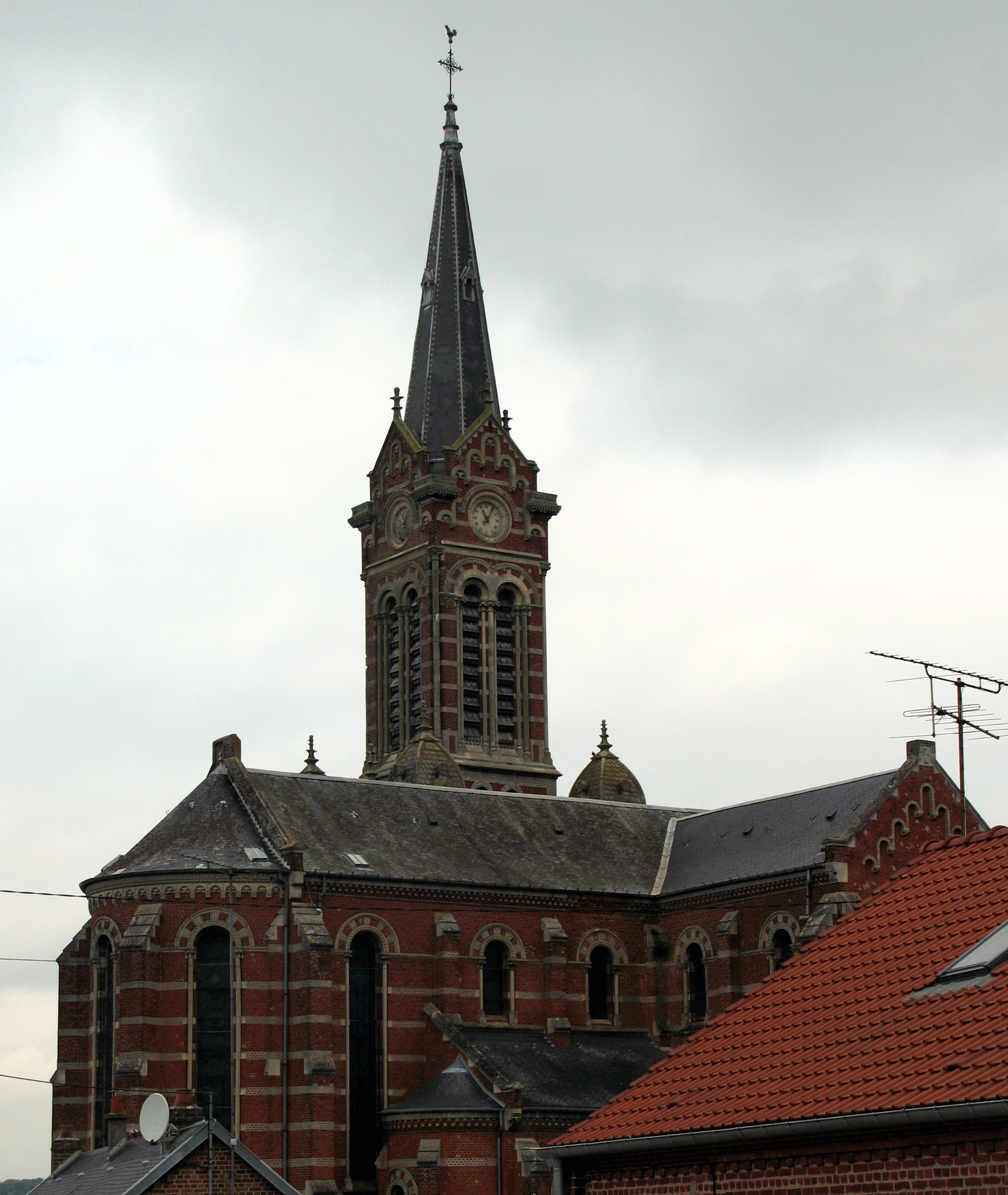
L'église vue en arrivant de Montdidier.
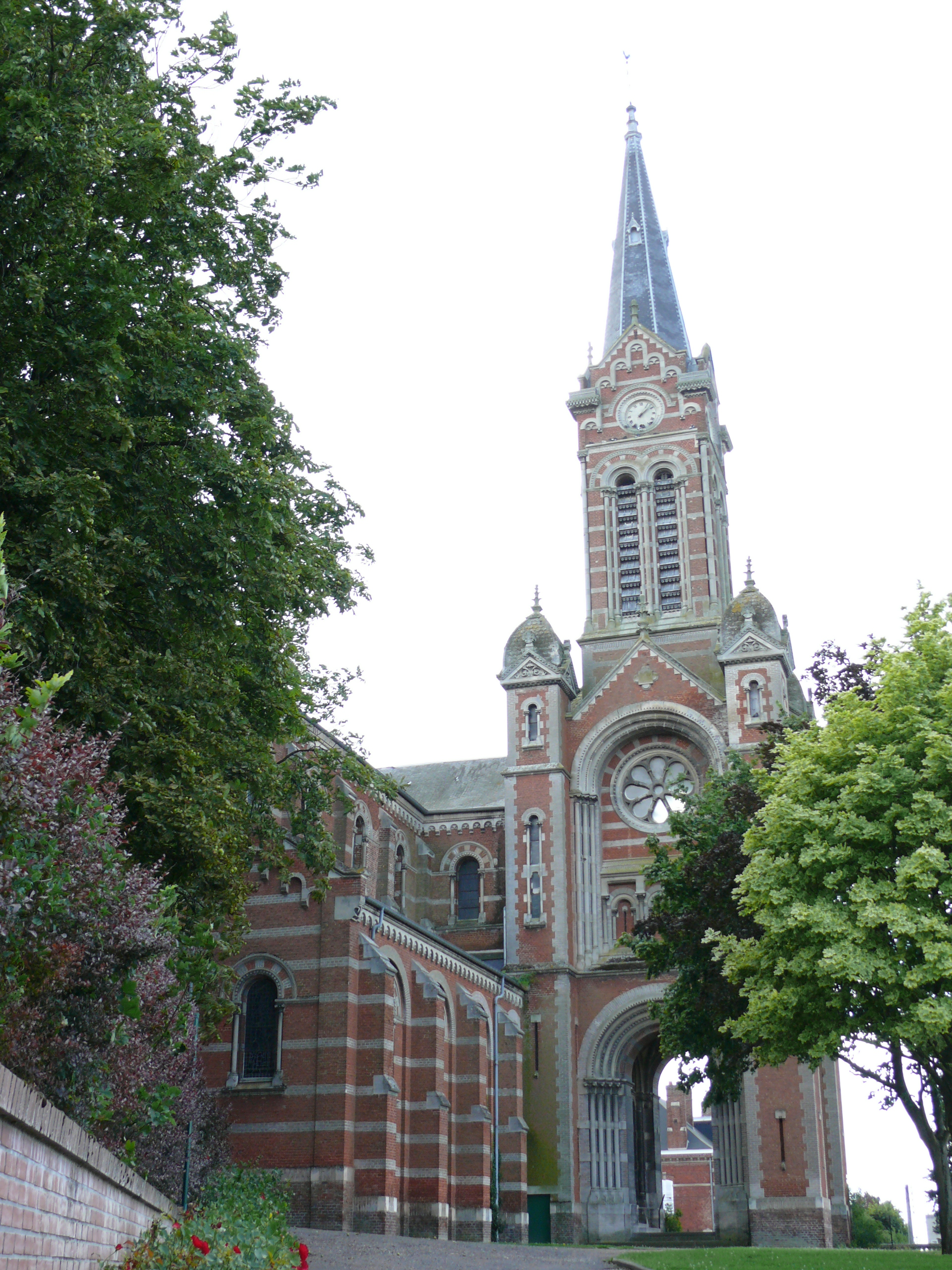
L'église vue du nord.
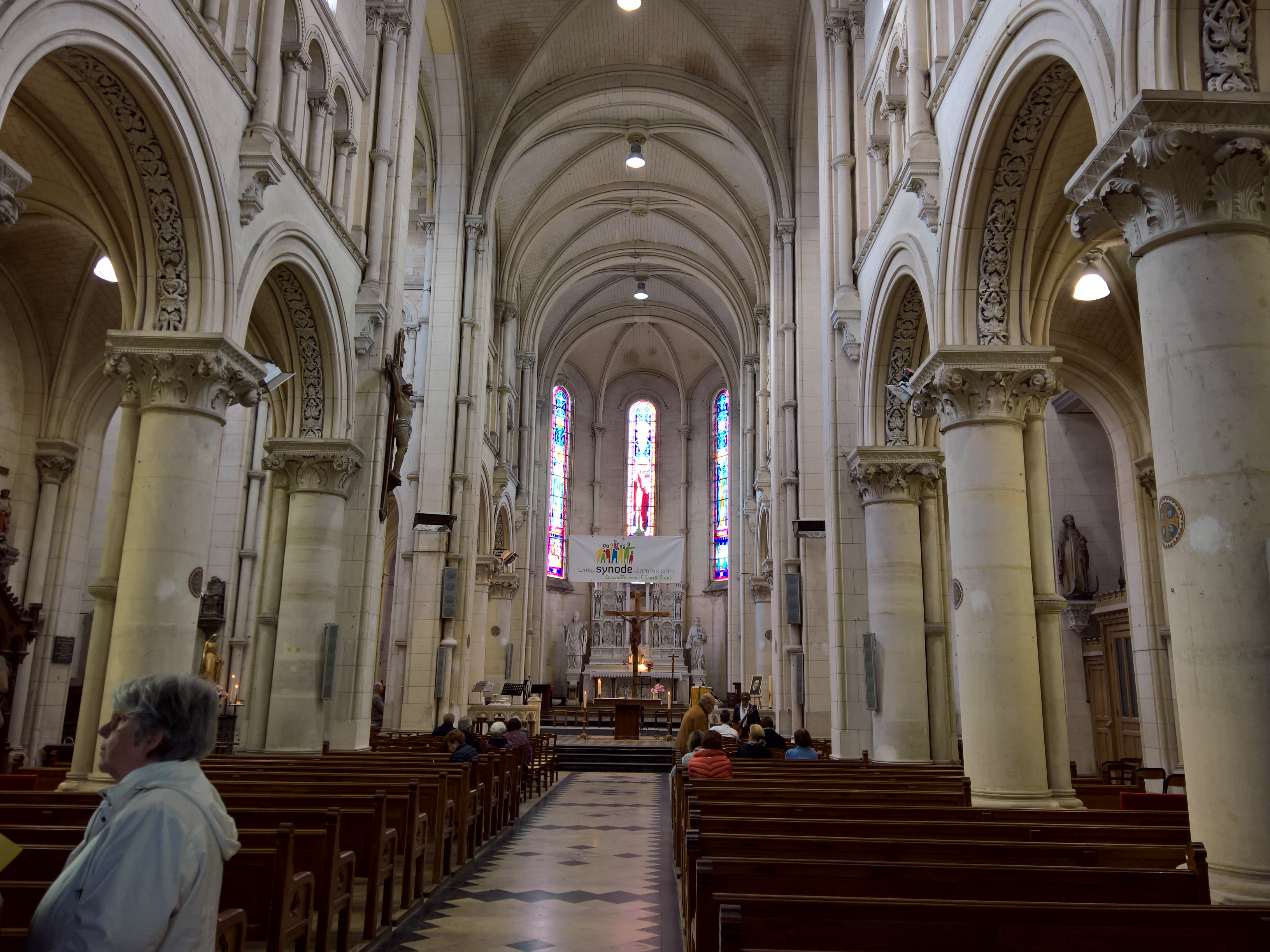
La nef.
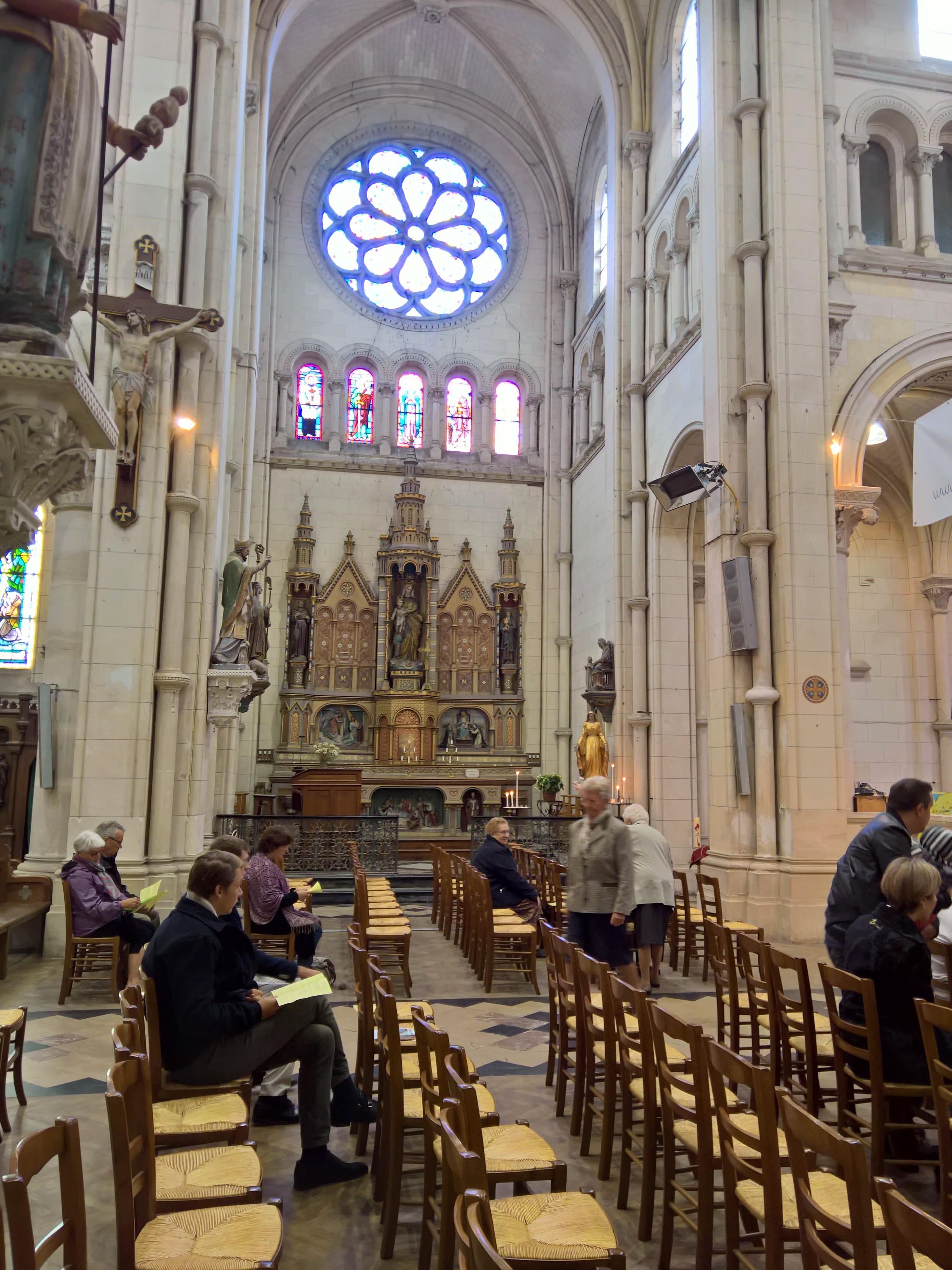
Autel dans le transept.
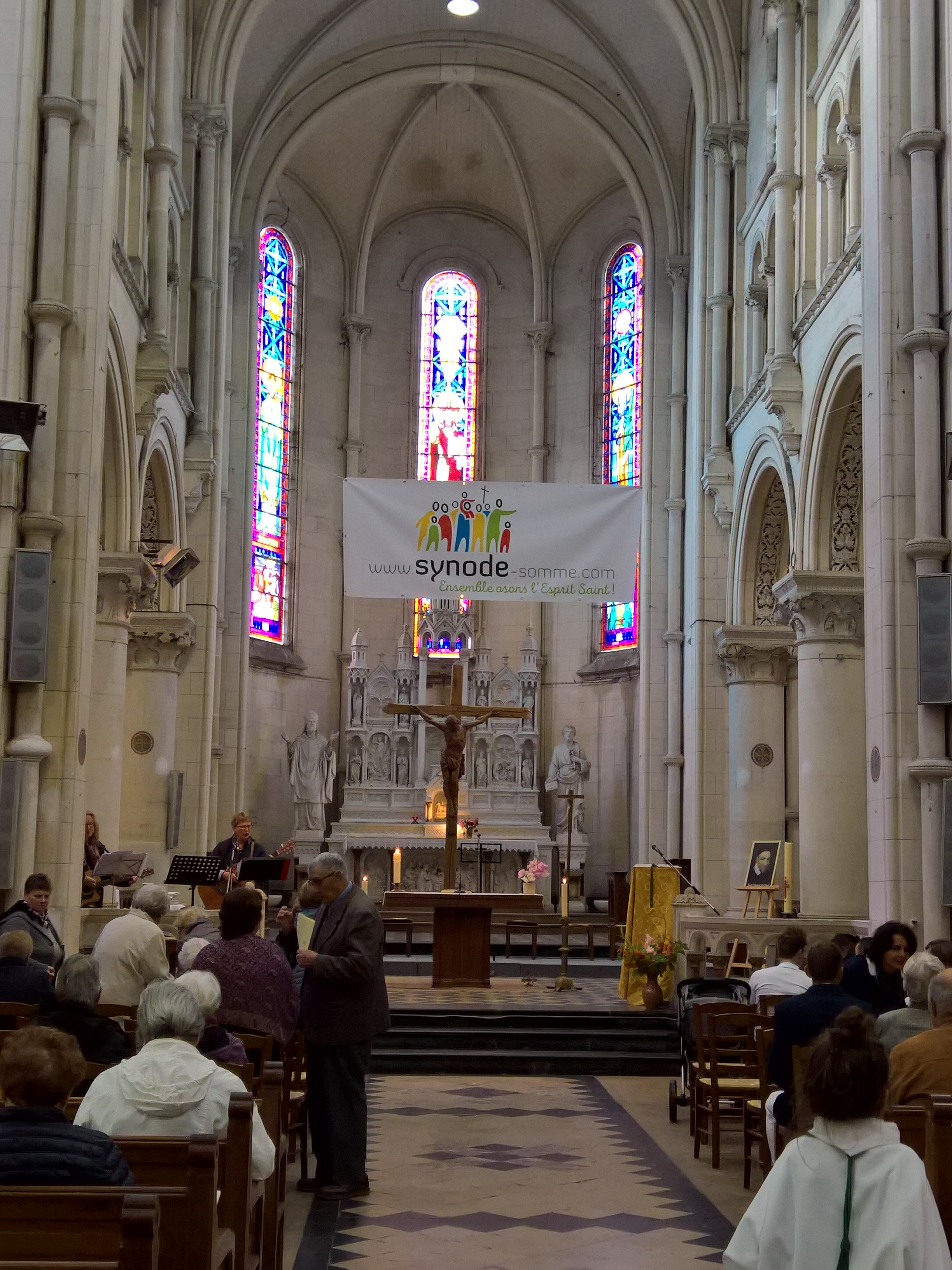
Le chœur.

- L'hôtel de ville, comprenant une vaste salle des fêtes, construit en style moderne en 1953, agrandi en 2017[78],[79].

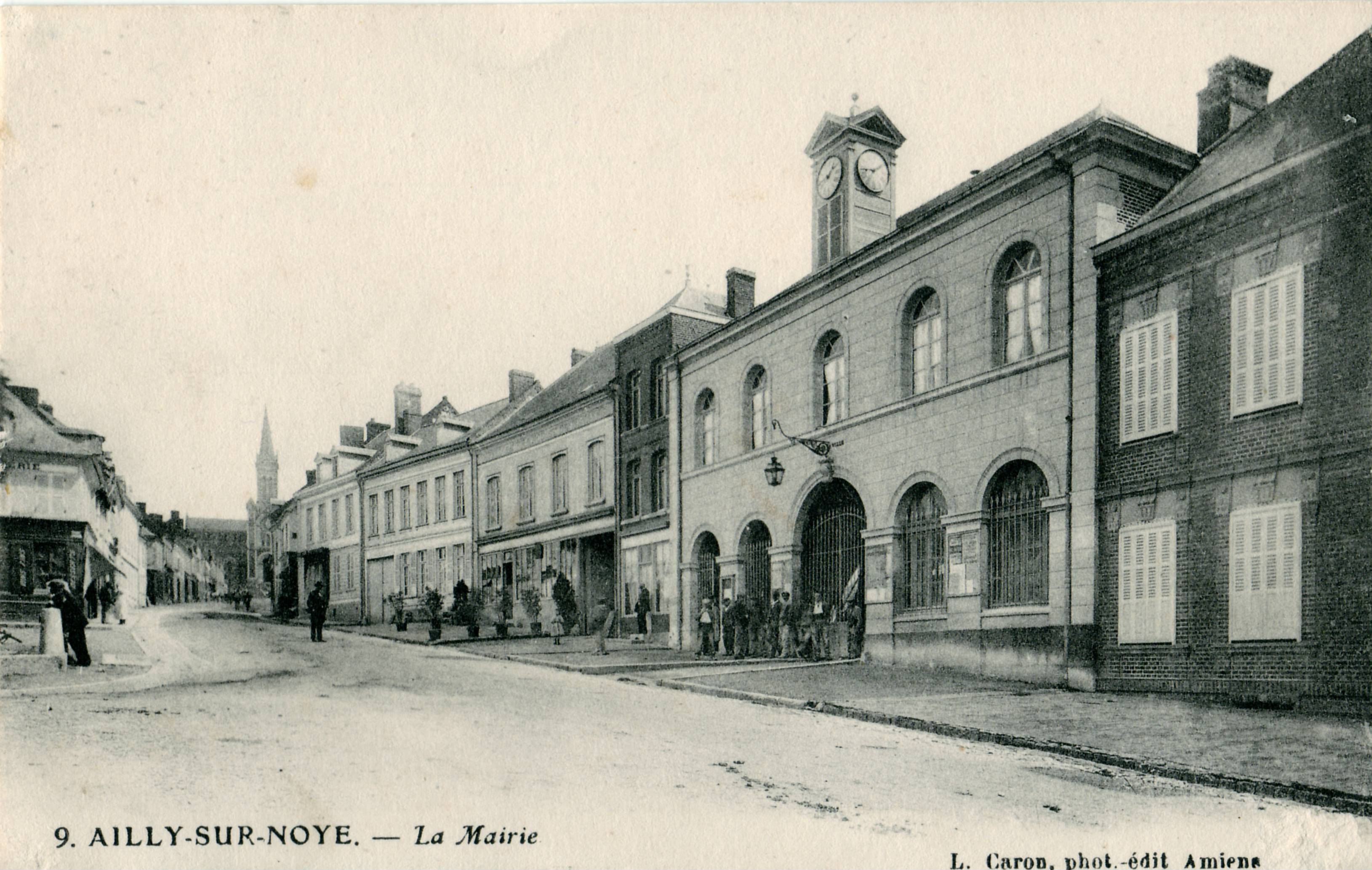
L'ancienne mairie, avant les destructions des guerres.
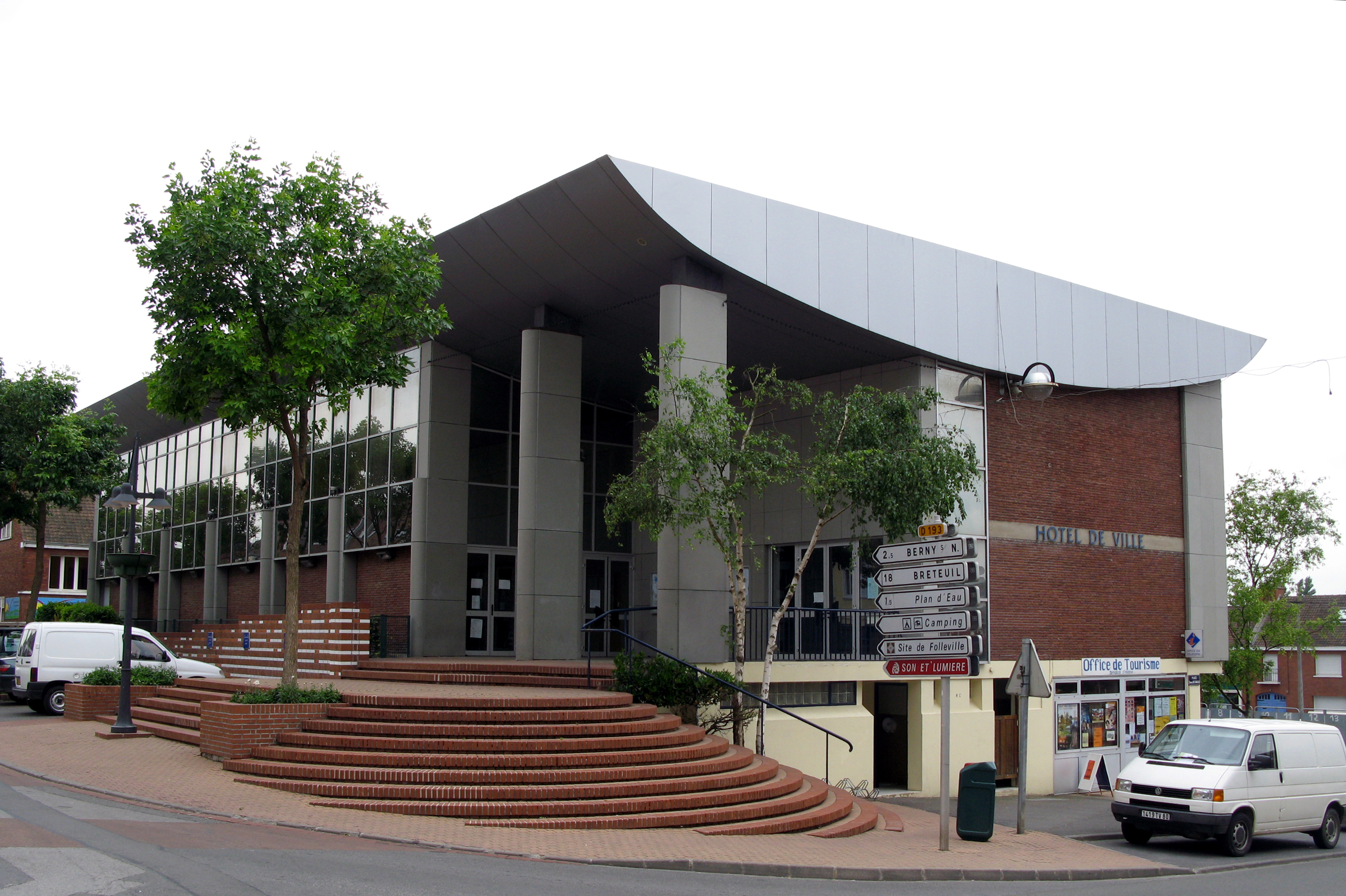
L'hôtel de ville de 1953, photographié en 2007.
L'hôtel de ville pendant les travaux d'extension en 2017.

- Chapelles :
  - Chapelle Notre-Dame-de-la-Délivrance, rue Sadi-Carnot, de 1883[80].
  - Chapelle Notre-Dame-de-Grâces, route de Boves, de 1814, restaurée en 2003[80].
  - Chapelle Notre-Dame-de-Bon-Secours à Merville-au-Bois, détruite en 1914, reconstruite en 1926[80].
- L'église du hameau de  Merville[81], fermée et en mauvais état, nécessite une restauration[82]

- Patrimoine industriel : bâtiment situé 91 rue Sadi-Carnot, construit en 1872 par la Cie Sucrière de Poix, reprise par la Cie Sucrière d'Ailly, puis par la S.A. des Sucreries de Poix et d'Ailly, qui y réalisa d'importants travaux en 1892 avant sa transformation en laminoir métallurgique en 1909 par Rudolf Kronenberg, exploité en 1914 par la Société Métallurgique de Douai, puis par Fernand Gillet et devenant en 1924 la Société Métallurgique des Usines d'Ailly-sur-Noye. En 1945, les locaux sont repris par la S.A. des Hauts Fourneaux de la Chiers, puis les laminoirs de Thionvielle qui y font du laminage à froid de feuillard d'acier. Au 3e quart du XXe siècle, les locaux sont étendus par Mullca avant d'être transformés en usine de fabrication d'échelles en duralumin, acier et aluminium[83].
- Plan d'eau d'Ailly-sur-Noye, équipé depuis juillet 2017 d'une passerelle permettant de relier les deux rives de l'étang[84].

- Parc de loisirs Terrains d'Aventure, situé sur les hauteurs de la commune[85].

- Monument aux morts

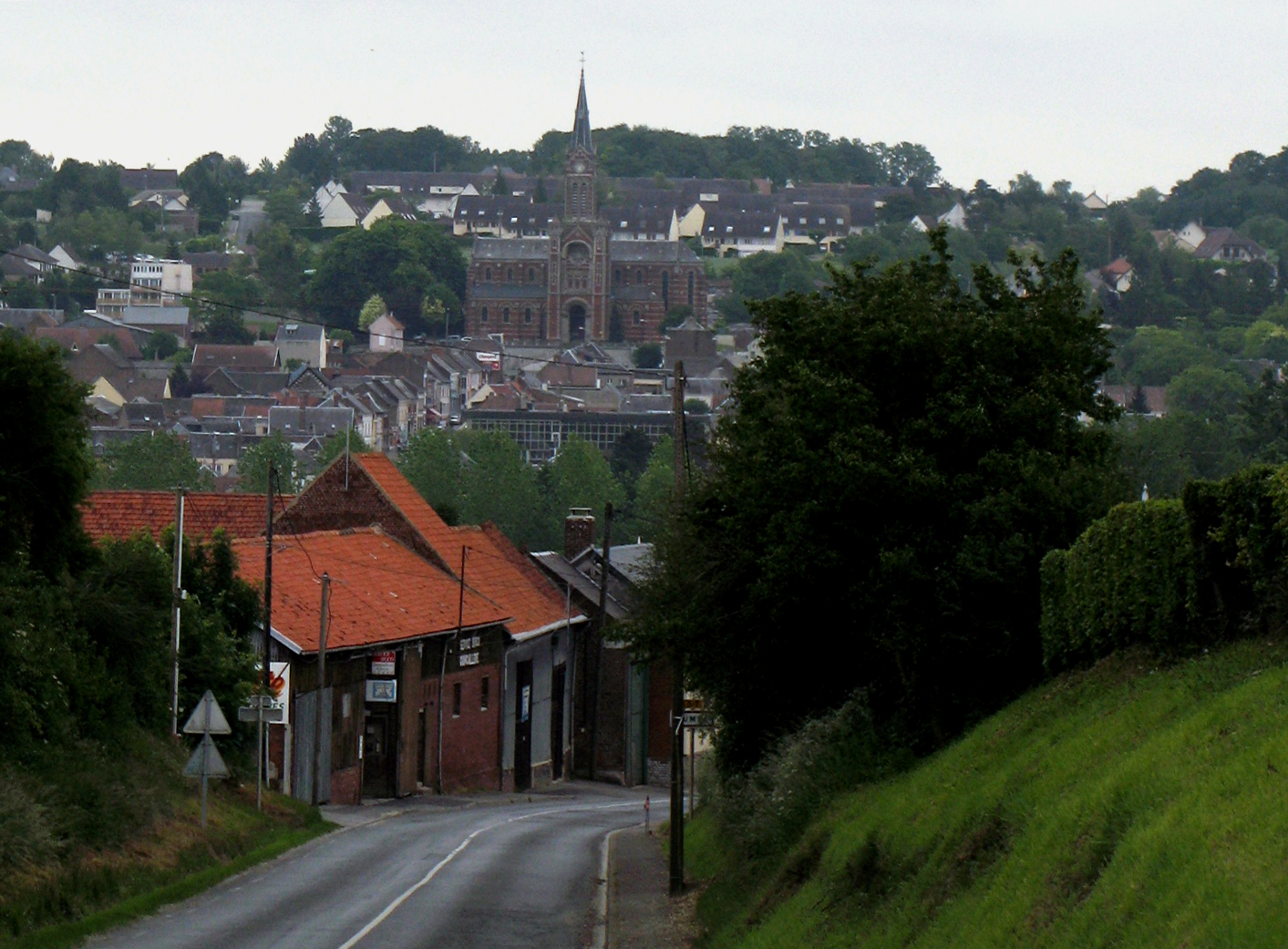
Ailly vue depuis la descente de Jumel.
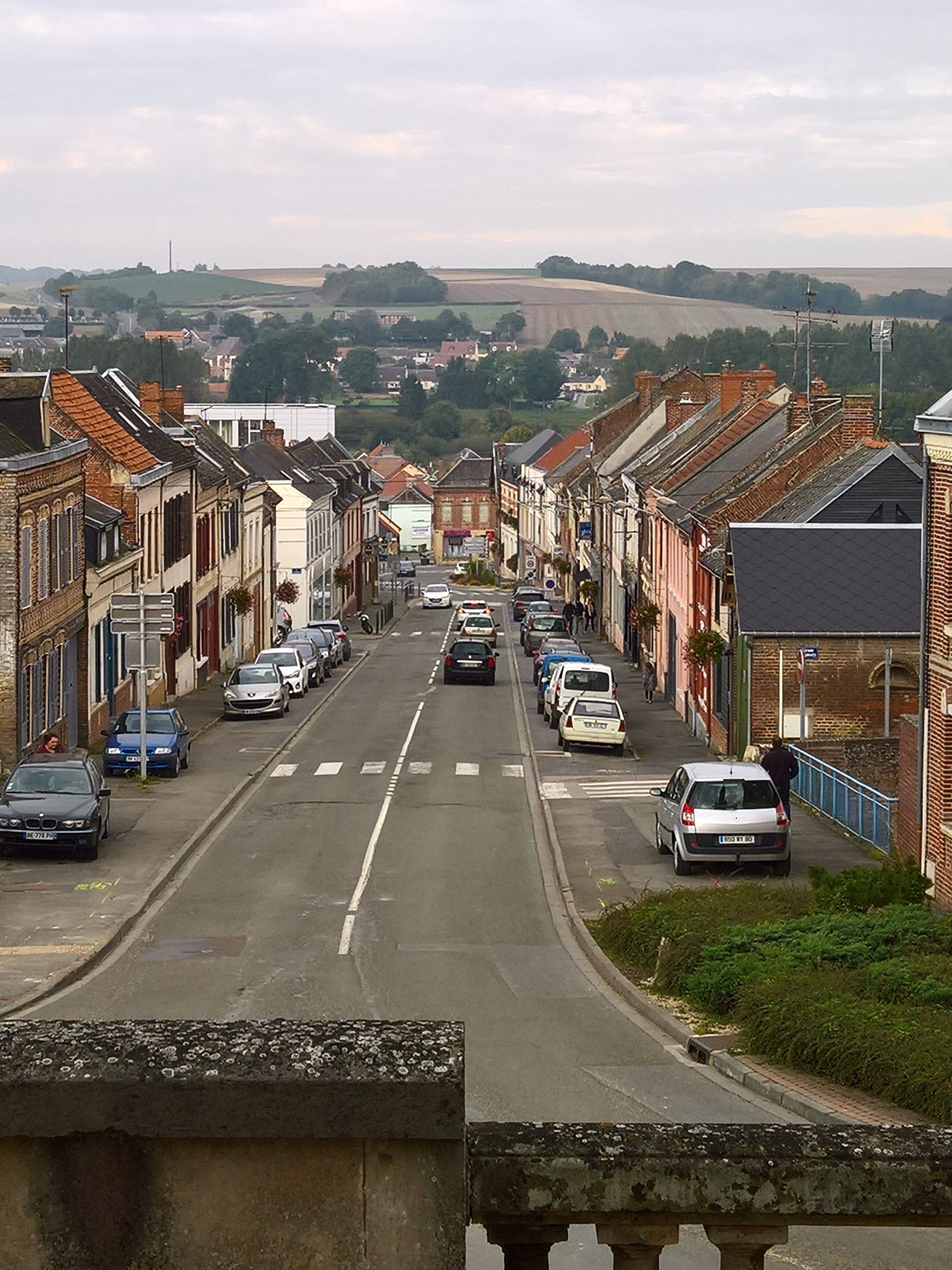
Vue générale depuis l'église.
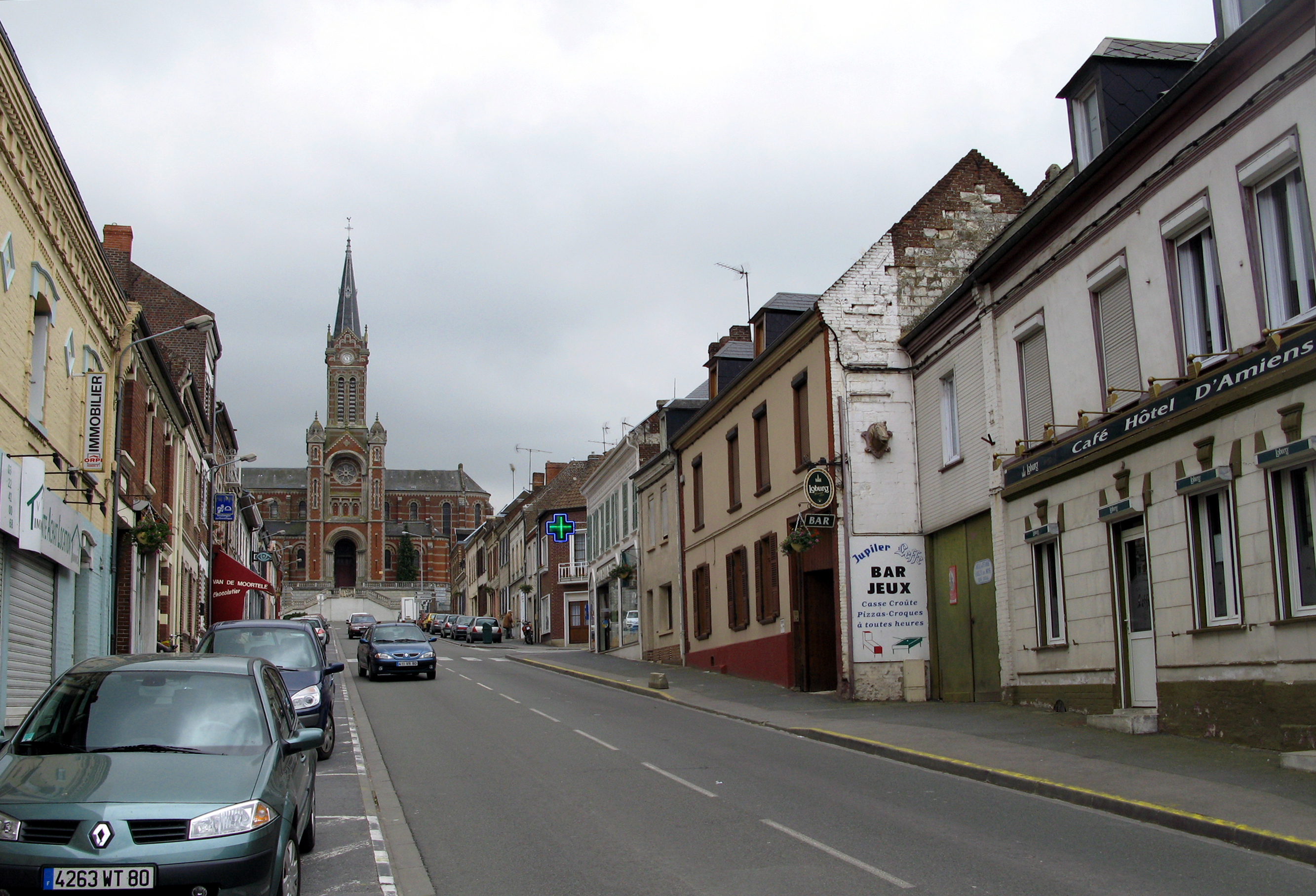
Centre-ville (rue Saint-Martin).
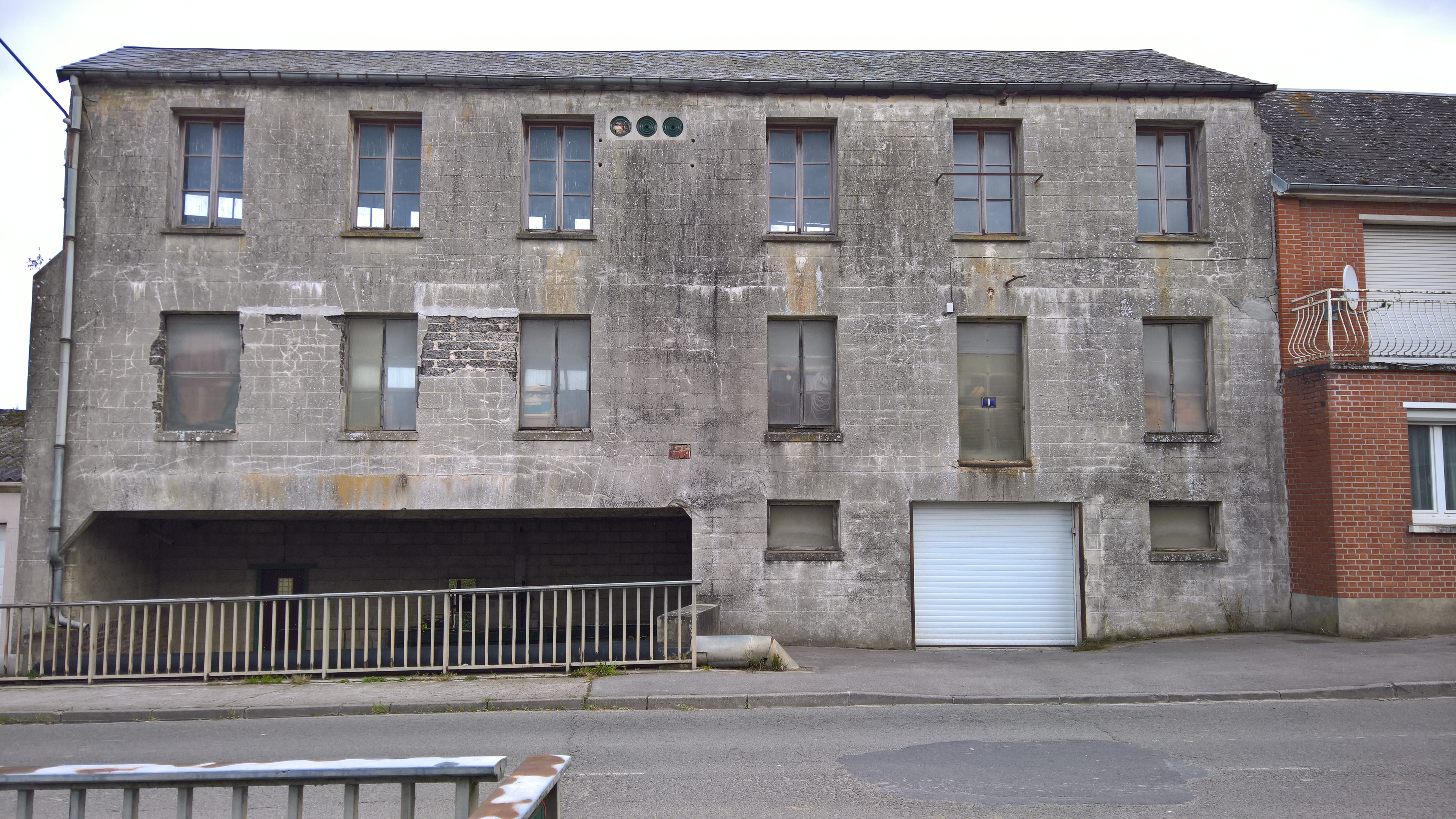
Le moulin désaffecté sur la Noye.

### Personnalités liées à la commune
Jean de Luxembourg (1400-1466), bâtard  de Saint-Pol, chambellan du duc de Bourgogne Philippe le Bon, seigneur d'Ailly et de Hautbourdin en Flandre, chevalier de la Toison d'or en 1433, combattant célèbre de la guerre de Cent Ans, mort le 28 juillet 1466. Il était marié avec Jacqueline de la Trémoille qui ne lui survécut que 13 jours. Leur monument funéraire en pierre de Tournai se trouve dans l'église Saint-Martin.

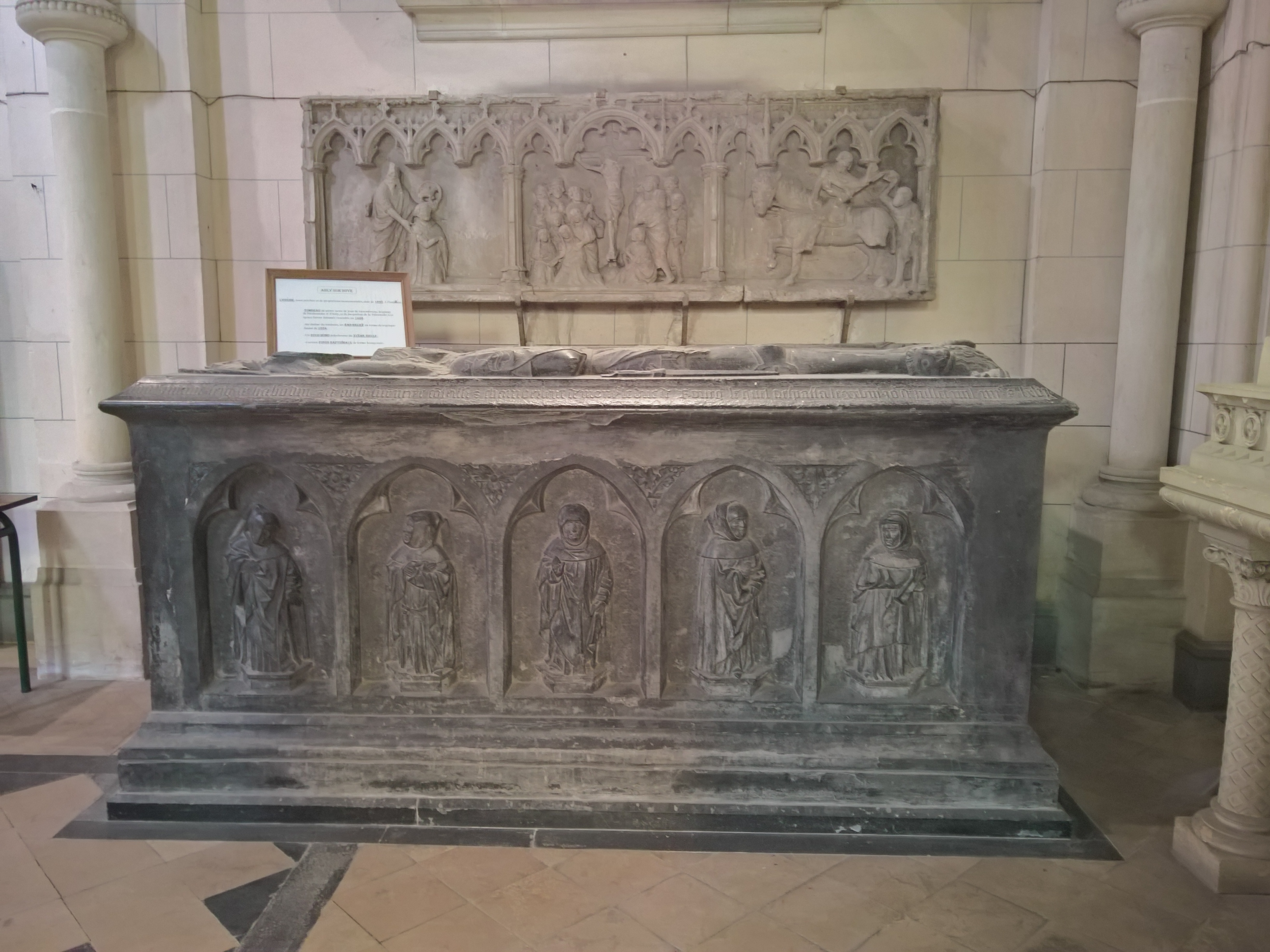
Le tombeau de Jean de Luxembourg.
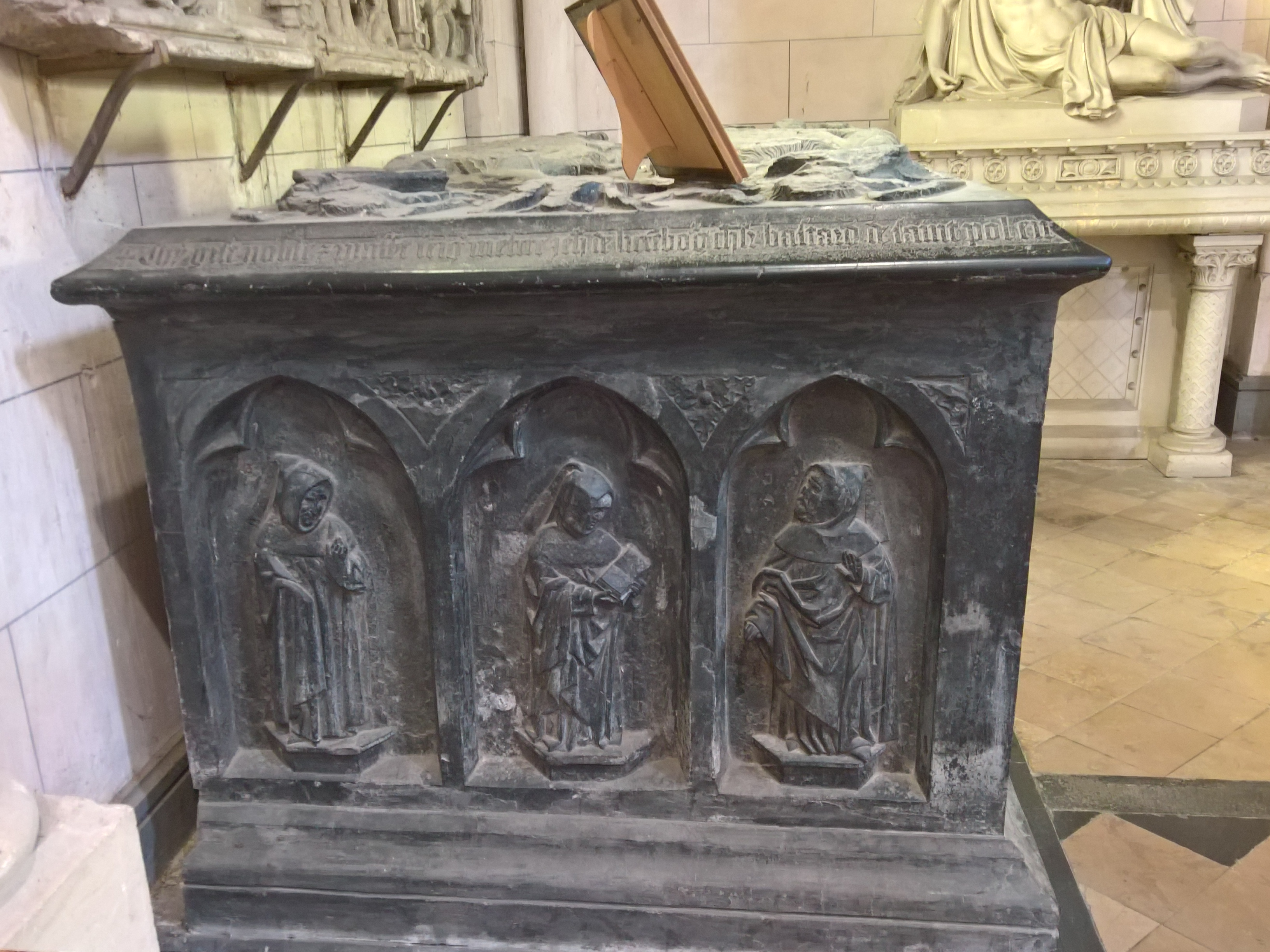
Côté du tombeau.

François Corbier (1944-2018, né Alain Roux), chansonnier, auteur-compositeur-interprète et animateur de télévision français y a passé sa petite enfance entre 1947 et 1952.

### Héraldique
| Blason de Ailly-sur-Noye | Blason  | D'argent au lion de gueules, la queue fourchée et passée en sautoir, armé et couronné d'or, la queue fourchée et passée en sautoir. Ornements extérieurs - Croix de guerre 1914-1918 avec palme. Citation à l'ordre de l'armée du 3 novembre 1920 : « à, en 1918, supporté sans faiblesse des bombardements qui l'ont en grande partie détruite. Par sa fière attitude dans les épreuves, les dommages subis, les souffrances de sa population a bien mérité du pays. » - Croix de guerre 1939-1945 avec étoile de bronze. |
| Blason de Ailly-sur-Noye | Détails | Ces armoiries reprennent celles de la Maison de Luxembourg qui possédait la seigneurie d'Ailly aux XIVe et XVe siècles La commune a adopté ces armoiries le 23 mai 1970. |

## Pour approfondir